# Jack Kerouac
Vous lisez un « article de qualité » labellisé en 2009.
Pour les articles homonymes, voir Kerouac.
Œuvres principales
- Sur la route (1957)
- Les Clochards célestes (1958)
- Mexico City Blues (1959)
- Big Sur (1962)
- Satori à Paris (1966)

Jean-Louis Kérouac ou Jean-Louis Lebris de Kérouac dit Jack Kerouac (/ʒak ke.ʁwak ; en anglais /dʒæk ˈkɛɹuæk/), né le 12 mars 1922 à Lowell, dans le Massachusetts, et mort le 21 octobre 1969 à St. Petersburg, en Floride, est un écrivain et poète américain.
Considéré comme l'un des auteurs américains les plus importants du XXe siècle, il est même pour la communauté beatnik le « King of the Beats ». Son style rythmé et immédiat, auquel il donne le nom de « prose spontanée », a inspiré de nombreux artistes et écrivains et en premier lieu les chanteurs américains Tom Waits et Bob Dylan. Les œuvres les plus connues de Kerouac, Sur la route (considéré comme le manifeste de la Beat Generation), Les Clochards célestes, Big Sur ou Le Vagabond solitaire, narrent de manière romancée ses voyages à travers les États-Unis. Le genre cinématographique du road movie est directement influencé par ses techniques et par son mode de narration.
Jack Kerouac a passé la majeure partie de sa vie partagé entre les grands espaces américains et l'appartement de sa mère. Ce paradoxe est à l'image de son mode de vie : confronté aux changements rapides de son époque, il a éprouvé de profondes difficultés à trouver sa place dans le monde, ce qui l'a amené à rejeter les valeurs traditionnelles des années 1945-1950, donnant ainsi naissance au mouvement beat. Ses écrits reflètent cette volonté de se libérer des conventions sociales pour lui étouffantes de son époque et de donner un sens à son existence. Un sens qu'il a cherché dans des drogues comme la marijuana et la benzédrine, dans l'alcool également, dans la religion et la spiritualité — notamment le bouddhisme — et dans une frénésie de voyages.
« Jazz poet », comme il se définit lui-même, Kerouac vante les bienfaits de l'amour, proclame l'inutilité du conflit armé, quel qu'il soit, et considère que « seuls les gens amers dénigrent la vie ». Jack Kerouac et ses écrits sont vus comme précurseurs du mode de vie de la jeunesse des années 1960, celle de la Beat Generation, « qui a ébranlé la société américaine dans ses certitudes. Elle a directement inspiré aussi bien les mouvements de mai 1968 que l’opposition à la guerre du Viêt Nam, ou les hippies de Berkeley et Woodstock. Pourtant la Beat Generation a aussi contribué à enrichir le mythe américain. Sur la route, le roman le plus connu de Kerouac, est une ode aux grands espaces, à l’épopée vers l’ouest, à la découverte de mondes nouveaux ».

## Biographie

### Premières années

#### Famille et origine
Né Jean-Louis, affectueusement surnommé « Ti-Jean » Kérouac le 12 mars 1922 à Lowell aux États-Unis, de deux parents québécois, Léo-Alcide Kéroack (Saint-Hubert-de-Rivière-du-Loup 1889-1946) et Gabrielle-Ange Lévesque (Saint-Pacôme 1895-1973), Jack Kerouac est issu par son père d'une famille québécoise originaire de Bretagne et installée dans la ville textile de Lowell, dans le Massachusetts.
Son père Léo est un petit imprimeur et directeur d'une publication théâtrale de Lowell et Boston. « Ti-Jean, n'oublie jamais que tu es un breton », lui répète depuis son enfance son père. En 1965, l'écrivain viendra retrouver la "terre de ses ancêtres" à Brest pour un très court séjour.
L'origine du patronyme « Kerouac » pris par le père lors de son arrivée aux États-Unis, et du nom « Lebris de Kérouac » revendiqué par le fils, est « Kervoach » : l'unique ancêtre des Kirouac, Keroack, Kerouac, etc. en Nouvelle-France est en effet Urbain-François Le Bihan de Kervoach, fils de notaire royal, né à Huelgoat en Bretagne. Il s'est identifié et a signé « Maurice-Louis-Alexandre Le Bris de Kervoach », lors de son mariage avec Louise Bernier, le 22 octobre 1732, à Cap-Saint-Ignace, au Québec. Cette origine est restée énigmatique jusqu'à la fin des années 1990.
Imprimeur, son père est apparenté au frère Marie-Victorin (Conrad Kirouac), écrivain et botaniste canadien.
Sa mère, Gabrielle-Ange Lévesque, appelée aussi « Mémère » par l'écrivain, est cousine issue de germain du Premier ministre québécois de 1976 à 1985, René Lévesque.
Ses parents se sont mariés le 25 octobre 1915 à Saint-Louis-de-Gonzague (en) de Nashua. Une série documentaire radiophonique de Gabriel Anctil et Jean-Philippe Pleau, d'une durée de quatre heures, produite par Radio-Canada, Sur les traces de Kerouac, se penche sur les origines bretonnes et québécoises de Jack Kerouac, ainsi que sur sa relation avec la langue française.
Jusqu'à l'âge de six ans, Jack Kerouac ne parle qu'un dialecte de français canadien, le joual, et ce n'est qu'à l'école qu'il apprend l'anglais, comme seconde langue. À quatre ans, il assiste à la mort de son frère aîné Gérard, alors âgé de neuf ans, atteint d'une fièvre rhumatismale. Cette mort est comme « une plaie qui ne se refermera jamais » et qui, plus tard, le conduit à écrire Visions de Gérard en janvier 1956 (publié en 1963).

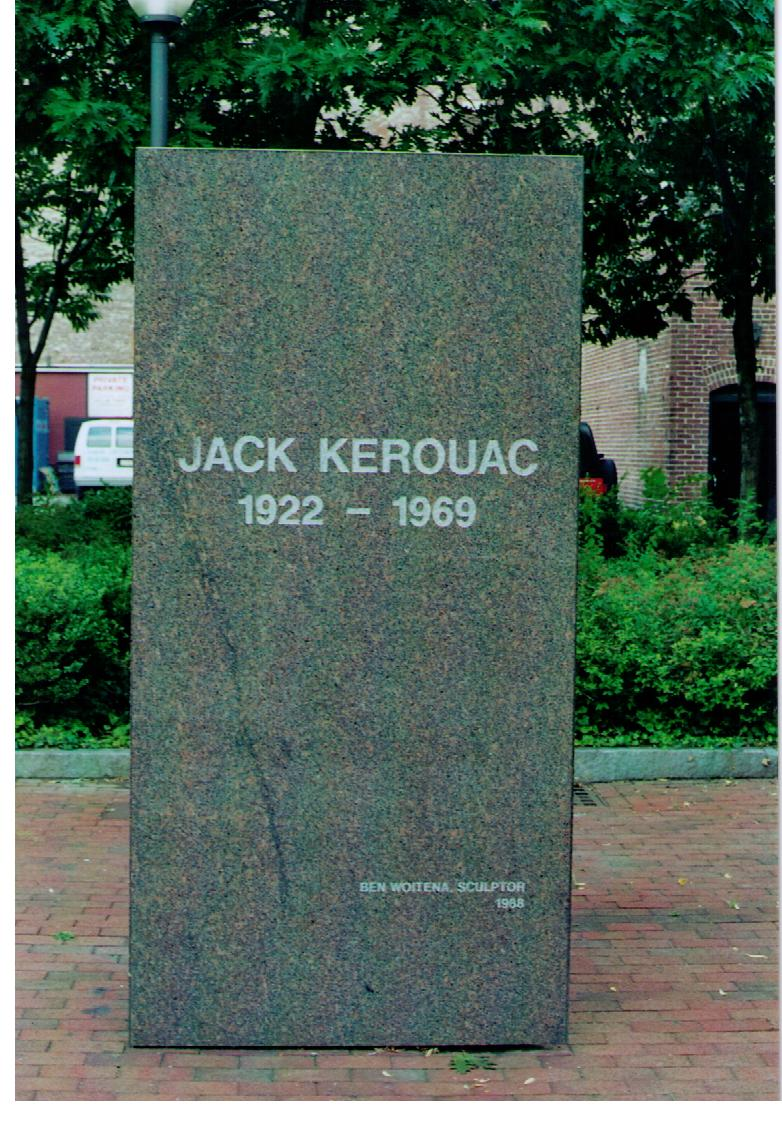
Plaque commémorative en l'honneur de Jack Kerouac, dans sa ville natale, Lowell, dans le Massachusetts.

Grâce à l'activité de son père, Jack Kerouac est introduit dans le milieu culturel et littéraire de la ville et à treize ans, il est à l'origine d'une chronique. Il assiste ainsi à plusieurs projections de films dans son cinéma local. Il se lie d'amitié avec un employé de son père, Armand Gautier, qui lui apprend toutes les subtilités du bras de fer, discipline dans laquelle Kerouac excelle toute sa vie. Il passe aussi des heures dans l'atelier d'imprimerie, apprenant à taper à la machine. Il acquiert ainsi une grande dextérité qui forme l'une des composantes principales de son œuvre et rend unique son écriture. En effet, Kerouac écrit rapidement, rédigeant souvent des chapitres entiers d'une seule traite et corrigeant peu ses brouillons. Le tapuscrit de Sur la route, écrit sur un seul rouleau de papier, témoigne de cette dextérité,.
À neuf ans, Jack Kerouac entre à l'école publique anglophone Barlett. L'enfant a beaucoup de mal à communiquer en anglais et il ne devient bilingue qu'à l'âge de quinze ans. C'est durant cette période qu'il perd son diminutif de « Ti-Jean » pour le prénom plus américain de « Jack ». Cependant, en famille, les Kerouac continuent à parler français. En dépit de ce qu'avance l'un des biographes de l'écrivain, Gerald Nicosia, auteur de Memory babe, il est peu probable, selon Patricia Dagier et Hervé Quéméner, que les Kerouac parlent breton, la pratique de la langue ayant disparu depuis quelques générations déjà. À dix ans, ses parents déménagent pour le quartier de Pawtucketville.
Jack dispose d'une grande mémoire, mais il est également très doué pour le sport, le baseball et la course à pied avant tout. Son professeur d'anglais le déclare « brillant » et, à onze ans, Kerouac écrit un petit roman, dans la veine de Huckleberry Finn, intitulé Mike Explores the Merrimack. La nuit cependant l'angoisse et, très tôt, Kerouac se réfugie dans l'écriture. Dès onze ans, alors pétri de polars radiophoniques, il produit des bandes dessinées humoristiques et des dessins dans lesquels il prête vie au « Docteur Sax », qui est son double fabuleux, sans ses peurs nocturnes. Mais celles-ci s'accentuent à mesure que les affaires de son père périclitent. Ce dernier se met en effet à boire et à jouer. La famille déménage dès lors sans cesse, influençant considérablement ce qui devient plus tard le caractère itinérant de Kerouac. Sa mère enfin se fâche avec Caroline, la sœur de Jack, qui se marie très jeune et quitte le domicile familial.
À quatorze ans, Jack se retrouve seul à la maison. Il est adoré par sa mère. Il devient aussi un athlète accompli, mais reste renfermé et introverti. Il a des rapports souvent conflictuels avec ses camarades de classe et de stade. À cet âge, Kerouac ambitionne d'écrire, ce qui provoque la risée de tous, alors qu'une carrière sportive s'ouvre à lui. Ses prouesses athlétiques en font une « star » de son équipe locale de football américain vers l’âge de 16 ans. Alors qu'il joue à Nashua, dans le New Hampshire, il est remarqué par un recruteur de l'université de Boston, Franck Leahy. Son père s'en mêle, comptant faire monter les tractations. Le jeune homme part finalement étudier à l'université Columbia, à New York,.

### Rencontres
En 1939, Jack Kerouac entre donc à l'université prestigieuse de Columbia. Il a dès son arrivée la secrète pensée de pouvoir, grâce au sport, accéder à un emploi de journaliste dans un quotidien new-yorkais[réf. nécessaire]. Il lit également beaucoup. L'écrivain Thomas Wolfe est son modèle à l'époque. Cependant, Jack ne peut être directement admis à l'université ; il doit en effet effectuer une année préparatoire au collège Horace Mann, dans le nord de Manhattan, où il obtient de bons résultats scolaires, et se distingue surtout sur le terrain, si bien qu'il a droit à des articles dans des journaux locaux, et est chroniqueur du New York World Telegram. Il aide certains étudiants, et écrit pour le Horace Mann Quarterly en tant que « critique », titre qu'il ironise, ainsi que pour le Columbian Spectator.

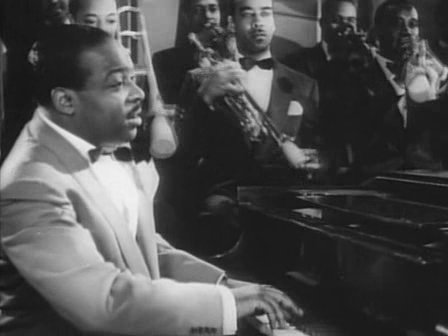
Count Basie, modèle musical de Kerouac, en 1943, dans le film Stage Door Canteen.

Il fréquente, par ses amis, le milieu des bourgeois juifs de la ville. Il fait ainsi la connaissance du Londonien Seymour Wyse qui lui fait découvrir le jazz, musique qui est pour Jack une véritable révélation. Il fréquente les caves de Harlem où se produisent les stars du jazz, Charlie Parker et Dizzy Gillespie notamment, et en particulier son idole, Count Basie. Le jazz devient pour lui une religion. Il est « le premier à entrevoir comment le jazz peut influer sur la vie, être le moteur d'une écriture. Plus tard, il écrira comme on souffle dans un saxophone, d'une traite », expliquent Patricia Dagier et Hervé Quéméner. Jack décide de créer une rubrique musicale dans le journal de son collège, The Scribbler’s. Il interviewe des jazzmen célèbres et fréquente assidûment les clubs improvisés, fume également sa première cigarette de marijuana, prélude à une longue descente dans la drogue et l'alcool.
À dix-huit ans, il entre vraiment à l'université Columbia. Il obtient une bourse grâce à son succès au football américain, mais lors d'une rencontre, il se fracture le tibia, ce qui l'empêche de terminer la saison sportive. Forcé de se reposer, il lit abondamment et va au cinéma. Il écrit aussi et rêve de héros vagabonds en marge de la société. Kerouac goûte aussi à la drogue et à la prostitution ; selon Patricia Dagier et Hervé Quéméner, « on voit se mettre en place, alors qu'il vient d'avoir dix-huit ans, les anges et les démons de toute la vie de Kerouac ». Il fréquente Mary Carney, avec qui il entretient une relation platonique dont il tire le sujet de son roman Maggie Cassidy. Kerouac rencontre Sébastien Sampas, dit « Sammy », un Grec immigré avec qui il parle longuement de littérature et de religion et qui a une influence notable sur son écriture, d'après Ann Charters.

### LaBeat Generation

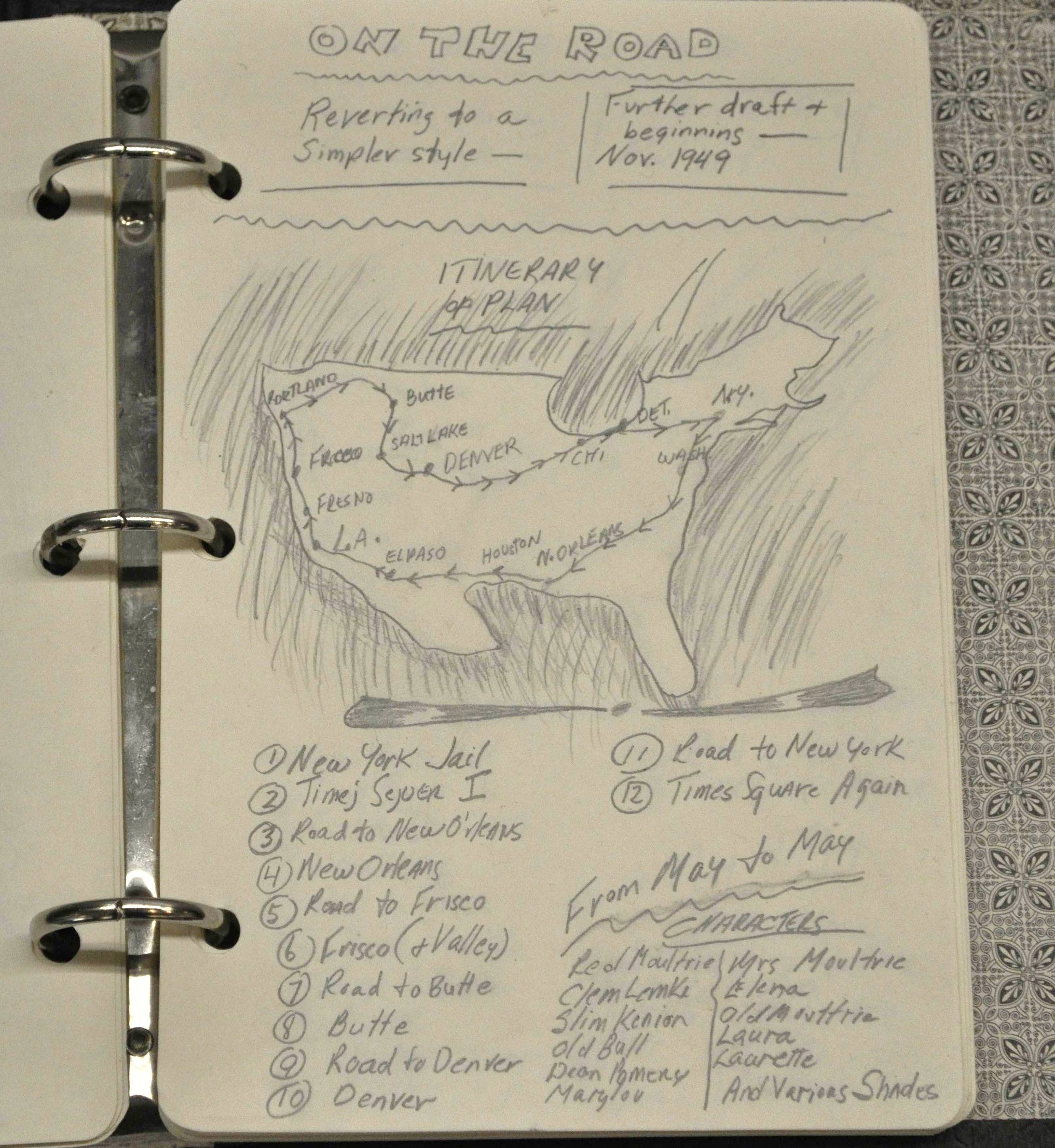
Copie d'une des dernières pages d'un des carnets préparatoires de Sur la route intitulé « Notes nocturnes et diagrammes pour Sur la route » (novembre 1949), exposée au musée des lettres et manuscrits de Paris en 2012.

Ne pouvant jouer au football en raison de sa blessure, Jack Kerouac décide de partir voyager à travers les États-Unis. Il achète un billet de Greyhound (le réseau d'autobus national), en direction du Sud. Cependant, il abandonne, une fois parvenu à Washington, et retourne à Lowell passer l'hiver 1941–1942. Il travaille comme pigiste au journal local, à la rubrique des sports, et fréquente les bars. Las de cette vie terne, Kerouac s'engage dans la marine marchande au printemps 1942. Il embarque ainsi à Boston sur le SS Dorchester, à destination de Mourmansk en mer Blanche soviétique. Kerouac croit ainsi renouer avec ses origines de marin breton, mais la traversée est décevante, hormis une escale au Groenland et une rencontre avec un Inuit dans un fjord. C'est au cours de cette période qu'il écrit son premier roman, The Sea Is My Brother (La Mer est mon frère). Le manuscrit de ce roman a longtemps été considéré comme perdu avant d'être retrouvé par le beau-frère de Jack Kerouac et d'être édité en 2011. En décembre 1942, il est de retour à New York.
Ayant signé un contrat d'engagement avec l'US Navy avant son départ, il doit effectuer un temps sur un navire militaire. Il simule la folie afin d'échapper à cette obligation et il passe ainsi quelques semaines en hôpital psychiatrique. Il est donc renvoyé de la marine pour cause d'« indifférence caractérisée ».

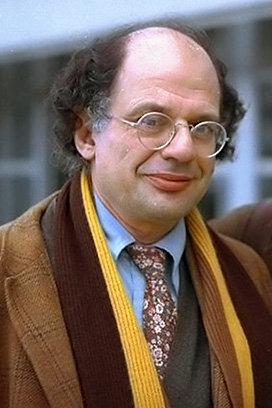
Allen Ginsberg, ami et autre fondateur de la beat generation en 1978.

De retour à la vie civile, il dépense sa solde entière dans les bars et refuse de jouer dans l'équipe de l'université Columbia. Dès lors, tout espoir de vivre du sport s'évanouit et Kerouac entame sa descente dans le milieu interlope new-yorkais. Il consomme des drogues (la marijuana et la benzédrine) et fréquente des prostituées. Il a aussi des relations homosexuelles. Cependant, il rencontre aussi des personnes qui marquent sa vie entière. Par l'entremise d'Edie Parker, jeune femme originaire de Grosse Pointe dans le Michigan qui deviendra son épouse, Kerouac fait la connaissance de Lucien Carr, qui le fascine, à qui il dédicace Old Angel Midnight. Lucien Carr présente Allen Ginsberg à Jack Kerouac ; ils entretiendront une relation ambiguë, tour à tour amants puis amis, de manière irrégulière. Il rencontre aussi un autre écrivain, William Burroughs, qui est à New York pour suivre un traitement psychanalytique après avoir quitté la Vienne nazie. La bande fréquente ainsi un appartement de la 11e rue, dans Greenwich Village, où se mêlent drogue, sexe, alcool et littérature.

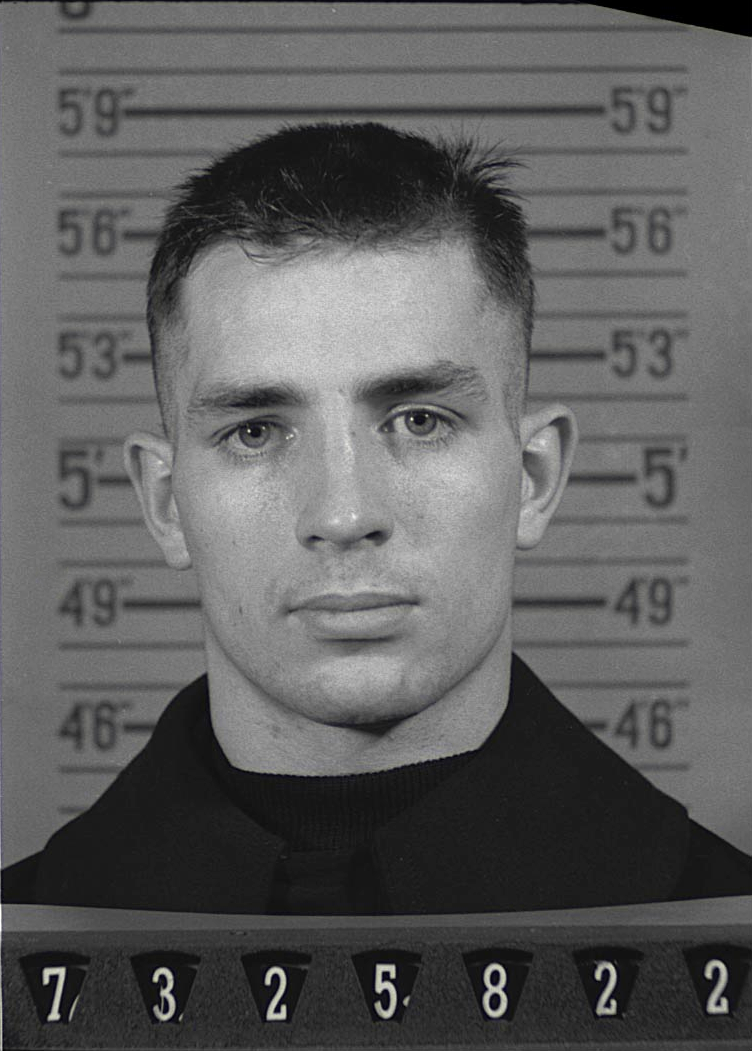
Photo d'engagement dans la Naval Reserve (1943).

Au printemps 1943, il s'engage de nouveau dans la marine marchande pour des missions périlleuses, sur le SS George Weems, qui relie Boston à Liverpool. L'idée lui vient alors de retrouver ses racines familiales et bretonnes. Entre ses voyages maritimes, Kerouac séjourne à New York avec ses amis de l'université Columbia. Il commence son premier roman, Avant la route (The Town and the City), publié en 1950, qui lui vaut une certaine reconnaissance en tant qu'écrivain. Ce roman, qui a demandé trois ans d'efforts, conserve une structure conventionnelle et raconte la vie d'un jeune homme dans une petite ville très semblable à Lowell et l'attrait qu'exerce sur lui la métropole new-yorkaise.
En août 1944, Jack Kerouac aide Lucien Carr à dissimuler le corps d'un professeur de gymnastique, David Kammerer, qu'il a tué à coups de couteau. Kerouac est inculpé de complicité et placé en détention. Les parents d'Edie Parker paient sa caution à la seule condition que Jack épouse leur fille. Kerouac se marie donc à Edie Parker le 22 août 1944. Pour le journaliste David J. Krajicek, Kerouac aurait aidé Lucien Carr à dissimuler l'arme du crime uniquement. Ils s'établissent non loin de Détroit, à Grosse Pointe. Kerouac travaille, grâce au père de sa femme, comme vérificateur de roulements à billes. Mais, secrètement, Kerouac continue à écrire et il entrevoit très vite que cette vie ne le comble pas et nuit même à sa créativité. Il retourne sans prévenir quiconque à New York au cours de l'hiver 1944-1945. Kerouac rejoint une petite communauté, rassemblant Allen Ginsberg, William Burroughs, Joan (une amie d'Edie Parker qui l'invite à la colocation), Haldon Chase (surnommé « Chad King » dans Sur la route) et Herbert Huncke, située dans la 115e rue, près d'Ozone Park.

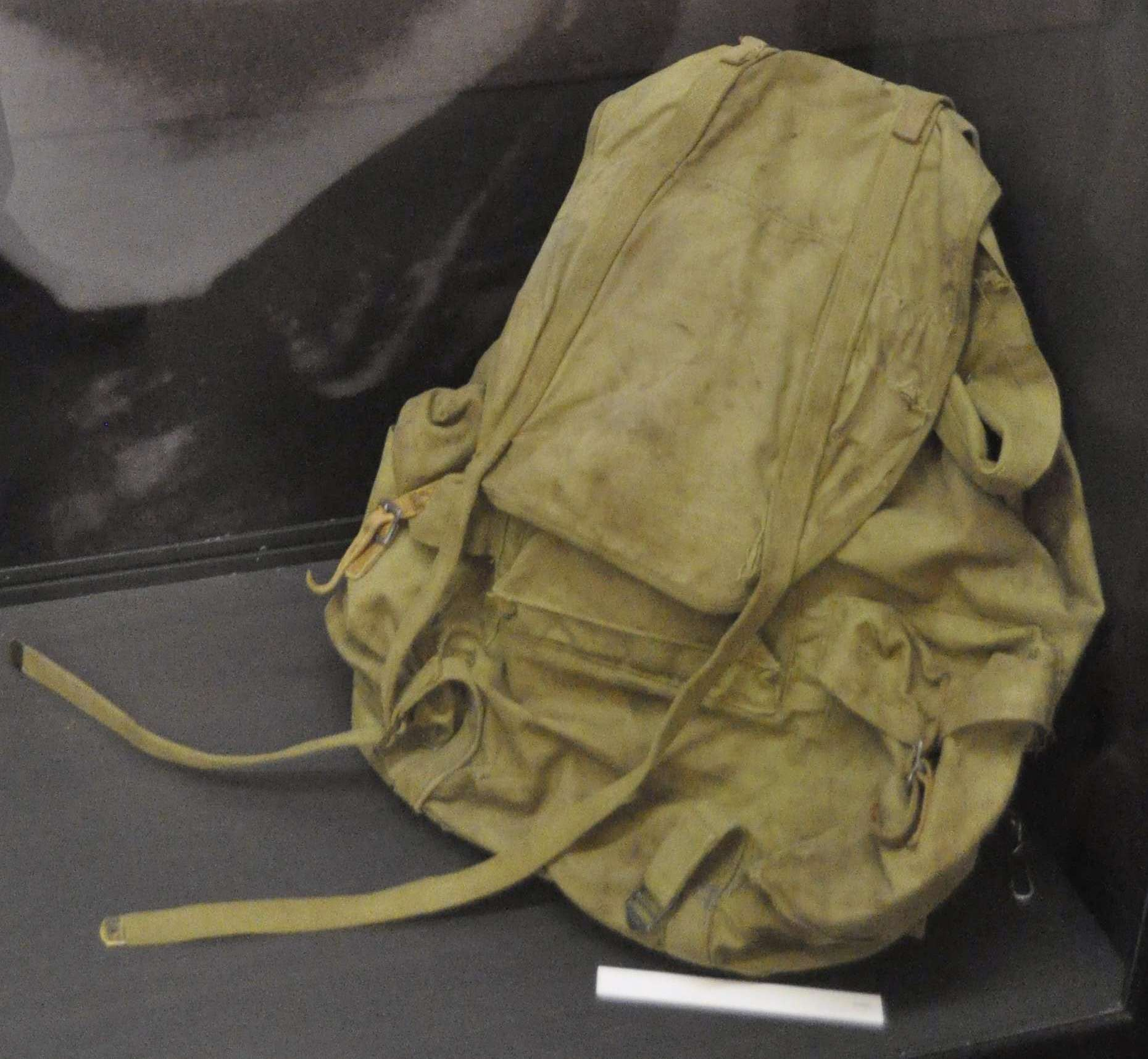
Le sac de voyage de Jack Kerouac exposé au musée des lettres et manuscrits de Paris en 2012.

À 24 ans, Kerouac renoue avec une vie dissolue, fréquentant chaque nuit les bars de la ville, en compagnie de ses deux amis Ginsberg et Burroughs qui sont homosexuels. Ils fréquentent aussi la pègre. L'état physique de son père, Léo Kerouac, se dégrade fortement et, dès lors, il est incapable de faire du sport. Au printemps 1946, Léo meurt d'un cancer du pancréas — de l’estomac d’après Allen Ginsberg — épisode relaté dans Avant la route ; il sera enterré près de Gerard, frère de Jack mort d'une fièvre rhumatismale à l’âge de 9 ans. Cette année-là, il emménage avec William Burroughs et Edie Parker à New York. Selon Hervé Quéméner et Patricia Dagier, Kerouac devient dès cette année « de plus en plus Kerouac », continuant de se nourrir de tonnes de livres. Ses écrits deviennent davantage autobiographiques, il travaille frénétiquement au tapuscrit de Sur la route, à partir de ses nombreux carnets de notes préparatoires. Il écrit beaucoup durant cette période. Cette « écriture introspective l'amène à s'interroger sur les fondements de son mal de vivre » et Kerouac se rend compte qu'il a « un désir subconscient d'échouer, une sorte de vœu de mort ». Ses allées et venues au domicile de sa mère Gabrielle s'amplifient. À chaque contrariété, Kerouac consulte sa mère, ce qui a pu contribuer à l'empêcher de vivre avec une femme.
En compagnie de ses amis, Kerouac expérimente d'autres formes d'écritures. Avec William Burroughs, il teste l'écriture à quatre mains, dans Et les Hippopotames furent bouillis vifs dans leurs piscines alors qu'avec Haldon Chase, il stimule sa créativité en se concentrant sur les personnages, au point de les faire vivre en imagination, puis d'écrire dans la foulée (c'est la méthode de la « prose spontanée »). C'est d'ailleurs en raison de ce mode d'écriture que Kerouac rédige le manuscrit de Sur la route sur des rouleaux de papier reliés les uns aux autres par du scotch, atteignant des longueurs incroyables, près de 35 mètres,. Il voit aussi dans ces rouleaux le symbole de la route sans fin.

### Sur la route
En 1947, du fait de sa consommation effrénée de drogues, Kerouac fait une thrombophlébite. La communauté vit par et pour la drogue, au point que Burroughs falsifie les ordonnances des médecins pour obtenir de la morphine. Ce dernier et Joan, devenue sa femme, quittent la colocation pour le Texas. Kerouac rencontre grâce à Haldon Chase le jeune Neal Cassady, un maniaque de la vitesse et des automobiles qui lui narre ses péripéties lors de ses déplacements à travers le pays. Fasciné, Kerouac décide de partir à l'aventure. Le 17 juillet 1947, au petit matin, il marche pendant plusieurs kilomètres. Il compte se déplacer en auto-stop. Il se perd à la limite de l'État de New York et subit une pluie violente qui l'oblige à rebrousser chemin. Cet épisode forme l'incipit de son roman Sur la route. Il rentre chez sa mère qui lui donne de l'argent pour repartir, cette fois-ci par autobus, jusqu'à Chicago. Dès lors, l'aventure commence réellement. De lift en lift, il rallie Davenport dans l'Iowa, puis les rives du Mississippi, puis enfin Des Moines. Un des lifts préférés de Kerouac, dont l'épisode est rapporté dans Sur la route, est celui mené sur la plate-forme d'un camion, au sein d'une communauté de trimardeurs.

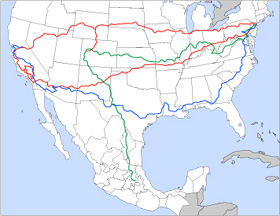
Carte des voyages de Kerouac à travers les États-Unis et le Mexique, à l'origine de la rédaction de Sur la route.
1947En rouge : itinéraire de 1947,
1949en bleu : itinéraire de 1949,
1950en vert : itinéraire de 1950.

Kerouac arrive à Denver ; il y retrouve Haldon Chase, devenu chercheur universitaire. Il y retrouve aussi Neal Cassady et Allen Ginsberg qui sont amants. Voulant « poursuivre plus loin son étoile », il reprend la route pour San Francisco où il entre en contact avec Henri Cru, un Français rencontré à New York, qui lui propose de travailler avec lui dans un foyer militaire pour recalés de l'immigration en attente de reconduite à la frontière. Kerouac y travaille quelques semaines, mais abandonne au bout du compte. Il regagne Los Angeles et, dans le bus, rencontre une Mexicaine dont il tombe amoureux, Béa Franco, avec qui il vit quelque temps. Puis, grâce à de l'argent envoyé par sa mère, il rallie Pittsburgh puis New York en autobus, en automne 1947. Il demeure peu de temps à New York, car il décide de suivre Neal Cassady, au volant de sa voiture. Les deux hommes font des allers-retours à toute vitesse entre la Virginie et New York, puis, en janvier 1949, ils se rendent en Louisiane, à La Nouvelle-Orléans, rendre visite à William Burroughs.
Puis, avec LuAnne, la femme de Neal, ils poursuivent leur route vers la Californie, ponctuée d'escales chez des amis. Grâce à l'argent inespéré d'une pension du Département des Anciens Combattants (pour avoir servi durant la guerre sur les navires de ravitaillement des troupes en Europe), Kerouac retourne à New York où il avance l'écriture de Sur la route. Il repart ensuite avec Neal en Cadillac pour Plymouth, Denver puis Chicago. Lors d'un rapide retour à New York en 1950, il apprend avec plaisir que son premier livre, Avant la route (The Town and the City), est publié. Ce premier ouvrage vaut à Kerouac quelques critiques favorables, mais les tirages restent faibles. En 1996, La Nouvelle Revue française publie un numéro sur Kerouac et ses écrits français, notamment sur La nuit est ma femme. De 2001 à 2006, le travail des archivistes de la bibliothèque publique de New York, où se trouve le fonds d'archives de Jack Kerouac, confirme l'existence d'un manuscrit complet de 56 pages intitulé La nuit est ma femme, rédigé entre février et mars 1951. Ce roman, constitué de courtes nouvelles autobiographiques de cinq ou six pages est entièrement écrit en français phonétique et prouve pour la première fois que Jack Kerouac âgé alors de 29 ans avait bel et bien écrit en français. L'instrument de recherche du fonds d'archive indique aussi la présence de plusieurs autres textes en français, ainsi que des textes bilingues, y compris deux des carnets qui forment un court roman d’une centaine de pages intitulé Sur le chemin rédigé à Mexico en décembre 1952. En 2004, dans sa biographie de Kerouac, Kerouac: his Life and Work, l'écrivain Paul Maher Jr. aborde l'histoire et les personnages du récit Sur le chemin. Ces deux écrits en langue française, en plus de 14 autres plus courts, ont été transcrits, établis, et préparés par Jean-Christophe Cloutier, professeur de littérature à l'Université de Pennsylvanie, et publiés en 2016 sous le titre La vie est d'hommage aux éditions du Boréal de Montréal (Qc).
À compter de cette date, et jusqu’en 1957, Kerouac est rejeté régulièrement par les maisons d'édition. Ses correspondances laissent sur ce point apparaître un réel découragement alors même que son existence prend une tournure de plus en plus chaotique (ses revenus sont très faibles et sa dépendance à l’alcool et aux amphétamines atteint un paroxysme). À plusieurs reprises, Kerouac envisage alors de cesser d’écrire. Kerouac n'en perd pas pour autant l'énergie d'écrire à un rythme frénétique. À l’exception de Les Clochards célestes et de Big Sur, la plupart de ses ouvrages majeurs sont écrits avant 1957.
Fin 1950, il quitte de nouveau New York, pour le Mexique cette fois, avec Neal Cassady et Franck Jeffries. Ils y retrouvent William Burroughs qui a fui le Texas, pourchassé par la justice. Après quelques semaines, Kerouac rentre à New York et fait la connaissance de Joan Haverty, sa seconde femme. Le 16 février 1952 naît sa fille, Janet Michelle dite « Jan » (décédée en 1996). Kerouac ne la reconnaît pas, et ce jusqu'à sa mort,. Il quitte Mexico début septembre 1955 ; il y a « vécu un des moments les plus intenses de sa création poétique ». Kerouac y écrit en effet Mexico City Blues qui paraît en 1959. De Los Angeles, il rejoint ensuite San Francisco en empruntant le « Fantôme de Minuit », un train mythique, très utilisé par les chômeurs de la crise de 1929. Lors de ce voyage, Kerouac rencontre le premier « clochard céleste » de ses aventures, épisode repris dans l'œuvre du même nom.
Durant cette période, le tapuscrit de Sur la route, transmis pour lecture à partir de 1952, est rejeté par l'ensemble des éditeurs américains contactés. Il a été publié dans une version allégée en 1957. Toutefois, Kerouac bénéficie progressivement de l’intérêt médiatique pour les acteurs de la contre-culture gravitant autour du monde du jazz et de mouvements poétiques californiens et new-yorkais. Il apparaît ainsi sous le nom de « Pasternak » dans Go, publié par John Clellon Holmes en 1952, et participe en tant que spectateur très actif à la lecture du 7 octobre 1955 qui propulse sur le devant de la scène ses amis poètes de la beat generation.

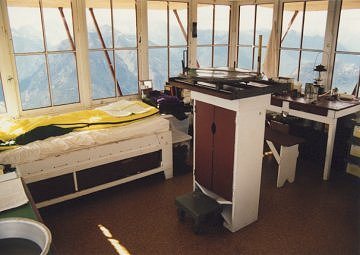
La vigie du pic Desolation où Kerouac passe 63 jours seul.

Kerouac est à San Francisco à l'automne 1955 ; il participe à l'un des moments fondateurs de la Beat Generation : la lecture publique à la Six Gallery du poème Howl d'Allen Ginsberg, considéré, avec Sur la route, comme l'un des manifestes du mouvement. Kerouac y fait la rencontre d'un personnage important dans sa vie : Gary Snyder, passionné de randonnées et de philosophie japonaise. « Ensemble, Jack et Gary vont inventer ce qui sera quelques années plus tard le mode de vie des hippies : un couchage dans le sac à dos, quelques maigres provisions, la toilette dans les torrents, la nudité en groupe et l'errance d'un lieu à un autre en toute liberté ». En compagnie d'un libraire de Berkeley, John Montgomery, les deux hommes font une expédition à 3 600 mètres d'altitude, dans le parc national de Yosemite et jusqu'au pic Matterhorn. Kerouac s'initie à la méditation et aux haïkus, ces courts poèmes japonais qui évoquent un sentiment, une situation, une atmosphère. La rencontre avec lui-même et avec la simplicité, l'absence d'excès et de drogues ou d'alcool fait que Kerouac se décide à commencer une « vie nouvelle ». Il voit dans les préceptes chinois et zen le refus de la société de consommation et ce qu'il nomme dans Les Clochards célestes (The Dharma Bums, 1958), la « grande révolution des sacs à dos ».
Après cette excursion, fin 1955, il se rend en Caroline du Nord où vit sa mère, chez qui il passe quelque temps. Il écrit du 1er au 16 janvier 1956 un ouvrage autobiographique, centré sur l'histoire de son frère mort, Visions de Gérard, puis se rend dans l'État de Washington où Gary Snyder lui a trouvé un poste de garde forestier pendant la saison des feux de forêt, au pic Desolation, dans l'actuel Parc national des North Cascades. Il commence le 25 juin, alors que Gary part pour le Japon pour plusieurs années, et demeure reclus dans une vigie durant 63 jours. L'expérience de garde forestier est pour lui un désastre, relatée dans Anges de la désolation. Il s'ennuie et souffre de solitude, expérience dont il tire le roman Le Vagabond solitaire. Kerouac met cependant fin à toutes ses bonnes résolutions inspirées par Gary Snyder. De retour à San Francisco, il apprend qu'il est de plus en plus lu par la jeune génération et que son nouvel opus, Sur la route, est en passe d'être édité.

### La célébrité et la déchéance
En 1957, son roman Sur la route est édité par Viking Press. Très vite, le succès du roman provoque des tensions entre Kerouac et ses amis. Le succès est en effet immédiat, à tel point qu’en février 1957, le poète Kenneth Rexroth écrit à son sujet qu’il est « le plus célèbre auteur « inédit » en Amérique ». Kerouac obtient ainsi progressivement le soutien de deux figures importantes du monde des Lettres américaines, Malcolm Cowley, éditeur chez Viking Press et cheville ouvrière de la génération perdue, et Kenneth Rexroth, moteur de la « Renaissance de San Francisco ». Cowley est à l’origine de la publication par Viking de Sur la route et il en orchestre le succès.
Dans Sur la route, Kerouac, qui a amassé une somme considérable de notes de voyage formant la matière première de ses futures œuvres, crée un genre nouveau, reflet du mode de vie prôné par la beat generation. La publication de Sur la route marque par ailleurs un tournant considérable dans la vie de Jack Kerouac, lui apportant la reconnaissance publique et un confort financier qu’il n’avait jamais connu, sans pour autant le rendre riche. Elle est cependant à l’origine d’une formidable incompréhension entre Kerouac, son public et la critique. Le roman l’impose en effet comme porte-parole, si ce n’est comme chef de file, d’une génération qui a grandi dans l’après-guerre en rejetant les valeurs traditionnelles morales et religieuses américaines, la beat generation ; Sur la route est « la bible du mouvement ». Toutefois l’ouvrage apparaît davantage comme un témoignage, le livre d'une génération, que comme une œuvre littéraire majeure, jugement que partage d’ailleurs pleinement son éditeur. Ann Charters, qui s'est procuré le rapport de Malcolm Cowley favorable à la publication, relève ainsi toute l'ambivalence de son jugement dès l'origine : « Ce n'est pas un grand livre ni même un livre qu'on peut aimer, mais il est réel, honnête, fascinant, tout entier pour le plaisir, la voix d'une nouvelle génération ». Il reste que les articles, études, analyses et même, du vivant de Kerouac, les thèses universitaires, abondent rapidement après la publication.

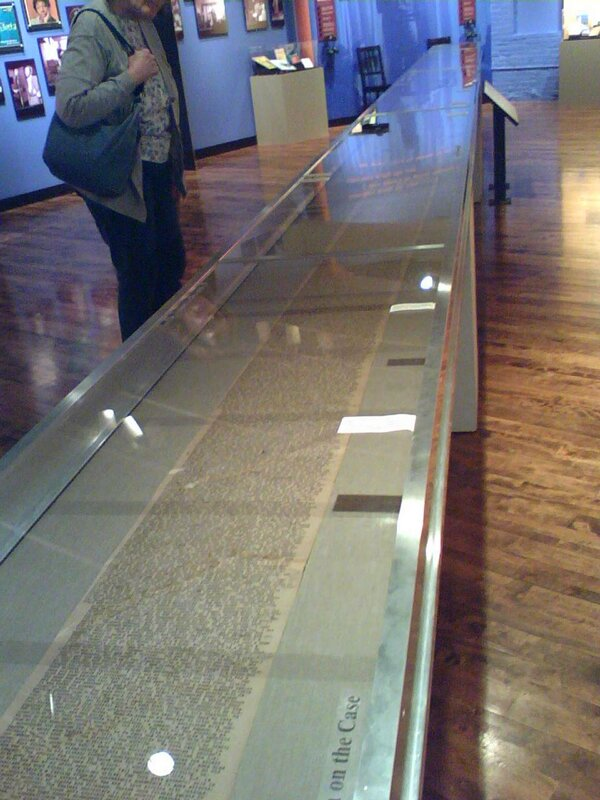
Le manuscrit original de Sur la route, composé d'un seul rouleau de papier de 36.5 mètres de longueur (le rouleau se présente sous la forme d’un très long paragraphe, sans virgules), dévoilé lors d'une exposition à Lowell, Massachusetts, en 2007.

Le personnage principal de Sur la route, Sal, parcourt les États-Unis en auto-stop (et se rend également au Mexique) avec son ami Dean Moriarty, inspiré par Neal Cassady. Il noue des amitiés informelles, a des expériences amoureuses et des mésaventures. Le style de vie non matérialiste des protagonistes (Kerouac décrit en effet ce roman comme étant « the riotous odyssey of two American drop-outs, by the drop out who started it all » (« L'odyssée turbulente de deux marginaux, racontée par le marginal qui a lancé l'aventure »)) est à l'origine de nombreuses vocations parmi les écrivains américains et le transforme en mythe vivant. Selon la légende que Jack Kerouac a forgée lui-même, le roman est écrit en trois semaines, lors de longues sessions de prose spontanée, alors qu'il est travaillé de 1948 à 1957 à partir de carnets que Kerouac a sur lui.
En février 1957, Kerouac embarque sur un navire de transport à destination de Tanger, au Maroc, où il retrouve William Burroughs, puis via Marseille, il fait un court séjour à Paris au mois d'avril, d'où il retourne à New-York via Londres. Ce voyage lui inspire l'écriture de la nouveIle Grand voyage en Europe. Il rentre à Lowell chez sa mère, et avec elle, déménage plusieurs fois.
De retour de Mexico, le 5 septembre 1957, il apprend que son roman Sur la route est un franc succès. Il est « promu incarnation de la Beat Generation » par le New York Times,. Mais cette notoriété lui pèse et il boit davantage (près d'un litre de whisky par jour). Il s'éloigne aussi de ses amis écrivains comme Allen Ginsberg et, dans une moindre mesure, William Burroughs. Il reproche à Ginsberg de trop rechercher l'attention du public et de trahir l'esprit « beat ». Même lorsqu'il a besoin d'argent, il ne se tourne plus vers eux et ne répond plus aux invitations des médias. Il est également irrité par le développement d'un bouddhisme de mode, qu'il se sent en partie responsable d'avoir créé avec ses romans, et se déclare en réaction « fervent catholique ».
Alcoolique notoire, Kerouac a des crises de delirium tremens que n'arrangent pas les virulentes critiques dont il est la cible : il est en effet publiquement exposé depuis la publication de Sur la route. Des écrivains portent de sévères critiques envers le style peu académique de Kerouac. Le premier, Truman Capote, déclare que ses textes étaient « tapés et non écrits ». Ce lien entre la méthode d’écriture de Kerouac, la Prose Spontanée, qu'il codifie, et la qualité stylistique de son écriture, blesse Kerouac, mais ne le perturbe pas. Ce dernier fait d’ailleurs souvent référence, avec une grande ironie, à la formule de Capote. Le journaliste et essayiste Donald Adams, du New York Times, n'est guère plus enthousiaste (même si son opinion évolue par la suite) car il fustige surtout un manque de recherche et de finesse chez l’auteur. Il écrit ainsi, dans sa chronique littéraire « Speaking of Books » du 18 mai 1958 : « Relisant Sur la route et Les Souterrains de M. Kerouac, je n'arrive pas à me souvenir d'autre chose que d'un ivrogne de bar volubile et insistant, bavant dans votre oreille ». Les attaques personnelles sont également nombreuses.
D’un côté, il est dénoncé comme le chantre d’un groupe amoral sapant les bases de la civilisation. Norman Podhoretz, futur théoricien néoconservateur, à l’époque encore influencé par le marxisme et ayant connu Kerouac à l'université Columbia, résume bien cette critique quand il écrit dans l’édition du printemps 1958 de Partisan Review : « la bohème des années 1950 est hostile à la civilisation ; elle vénère le primitivisme, l’instinct, l’énergie, le « sang » ». De l’autre côté, son apolitisme et son pacifisme revendiqués, son goût de l’art pour l’art et son attachement à un certain imaginaire de l’homme américain sont rapidement critiqués par la plupart de ses soutiens initiaux qui attendent de lui une position plus engagée socialement et politiquement. Le poète Kenneth Rexroth déclare ainsi en 1958 que Kerouac est une sorte de « Tom Wolfe insignifiant » puis s’attaque très durement à lui à de nombreuses reprises. Allen Ginsberg, son ami du début, critique également Kerouac vers la fin de sa vie. Kerouac refuse en effet tout apparentement politique et regarde même avec une suspicion toute particulière l’anarchisme des intellectuels de la côte ouest liés à la Beat Generation, rappelant à chaque occasion : « Je n’ai rien à faire avec la politique, particulièrement avec la gauche côte ouest de la malveillance avec futur sang dans la rue » [sic].

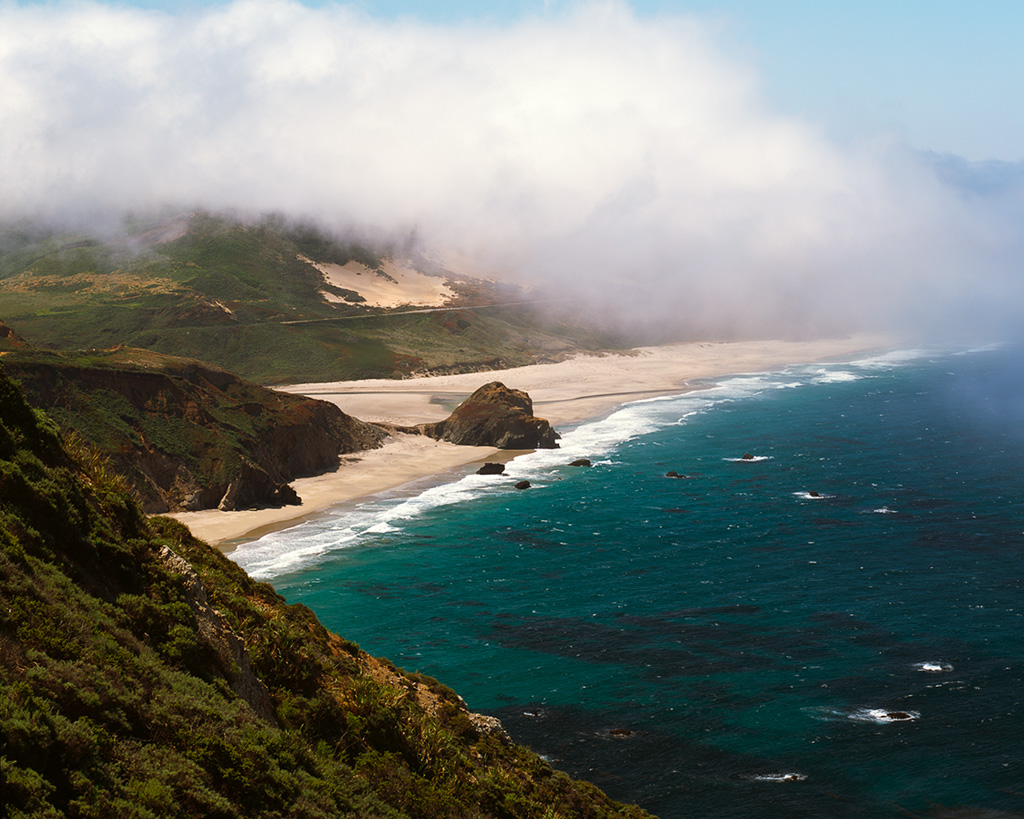
La plage de Big Sur, en Californie, où Kerouac passe quelques semaines seul.

Deux éléments viennent compliquer la situation. Tout d’abord, la personnalité de Kerouac lui attire l’inimitié de nombreux chefs de file de la gauche contestataire et de certains de ses amis. Ainsi en novembre 1958, au cours d’une conférence particulièrement houleuse à la Brandeis University, Kerouac est copieusement sifflé par le public, qu'il traite en retour de « communistes merdeux ». L'événement a un grand retentissement et nuit gravement à son image publique. Il s’en prend en outre violemment à James Wechsler, figure centrale de la gauche radicale américaine et éditeur au New York Post, qui devient de fait son ennemi déclaré.
Kerouac reconnaît lui-même dans ses lettres que la consommation abusive d’alcool a bien souvent aggravé la situation. Par ailleurs, fort de son succès d’édition, il souhaite publier les romans et poèmes écrits entre 1950 et 1957, principalement ceux de la Légende de Duluoz, textes pour la plupart beaucoup plus expérimentaux que Sur la route. Or, son éditeur, Viking, n’y est absolument pas favorable, préférant un retour à des formes narratives plus conventionnelles et à la fiction. Kerouac, de son côté, refuse toute modification de ses textes visant à les rendre plus accessibles. Certains écrits sont néanmoins retouchés ou rédigés dans un style plus accessible par Kerouac lui-même. Seuls Les Souterrains, publiés dans la foulée de Sur la route, ne sont pas retouchés. Pour Les Clochards célestes, pourtant écrits à la demande de Cowley dans une forme narrative classique, Kerouac signale avoir dû payer de sa poche les remises en l’état du tapuscrit après correction par Viking. À partir de 1959, l'éditeur Malcolm Cowley rejette tous les nouveaux manuscrits, si bien que Kerouac doit changer à plusieurs reprises d’éditeur, passant chez Avon, puis chez McGraw Hill ou encore chez F. S. Cudahy.

### Dernières années
La publication en 1959 des Clochards célestes renforce la défiance à son égard. Ce livre, écrit après la publication de Sur la route, dans un style volontairement plus conventionnel pour satisfaire ses éditeurs, est reçu comme une œuvre de commande par la critique qui, majoritairement, l'ignore. Seul l'écrivain Henry Miller défend activement l’ouvrage et son auteur. Mais il est surtout largement critiqué par les tenants du bouddhisme américain, qui voient en Kerouac un fidèle à cet enseignement fort peu convaincant. Alan Watts publie un article très critique avant même la publication des Clochards célestes sous le titre « Beat Zen, Square Zen and Zen », dans lequel il note que la formule de Kerouac, « Je ne sais pas. Je m'en fiche. Et cela ne fait pas la moindre différence », renvoyant selon l'écrivain au précepte du « non-agir » (Wou-Tchen) zen, révèle en réalité « une agressivité […] qui résonne d'une certaine auto-justification ». Kerouac vit difficilement cet accueil alors même qu’il peine à défendre ses ouvrages plus anciens et sa poésie.
L'écrivain se rend ensuite en Californie et, sur l'invitation d'un ami, passe quelque temps sur la côte Pacifique afin de faire le point, loin de la presse. La confrontation à l'élément maritime lui inspire un roman : Big Sur (qui comprend le long poème La Mer, Bruits de l'océan Pacifique à Big Sur), du nom de la plage au sud de San Francisco où il passe l'été 1960. Il y dépeint notamment la poétesse Lenore Kandel sous les traits du personnage de Romana Swartz. De retour à New York, James Whechsler l'attaque vivement dans un livre intitulé Réflexion d’un éditeur en colère entre deux âges, lui reprochant son « irresponsabilité politique et [son] encombrement de la langue américaine avec la Poésie ». La publication de l’interview d'Al Aronowitz achève de ternir son image, tout en augmentant les tensions avec ses amis comme Allen Ginsberg ou Gregory Corso. À la publication de Big Sur, en 1962, le Times délivre une critique particulièrement virulente, s’en prenant non au texte en lui-même mais à l’auteur qualifié de « panthéiste en adoration » et ayant découvert la mort à 41 ans.

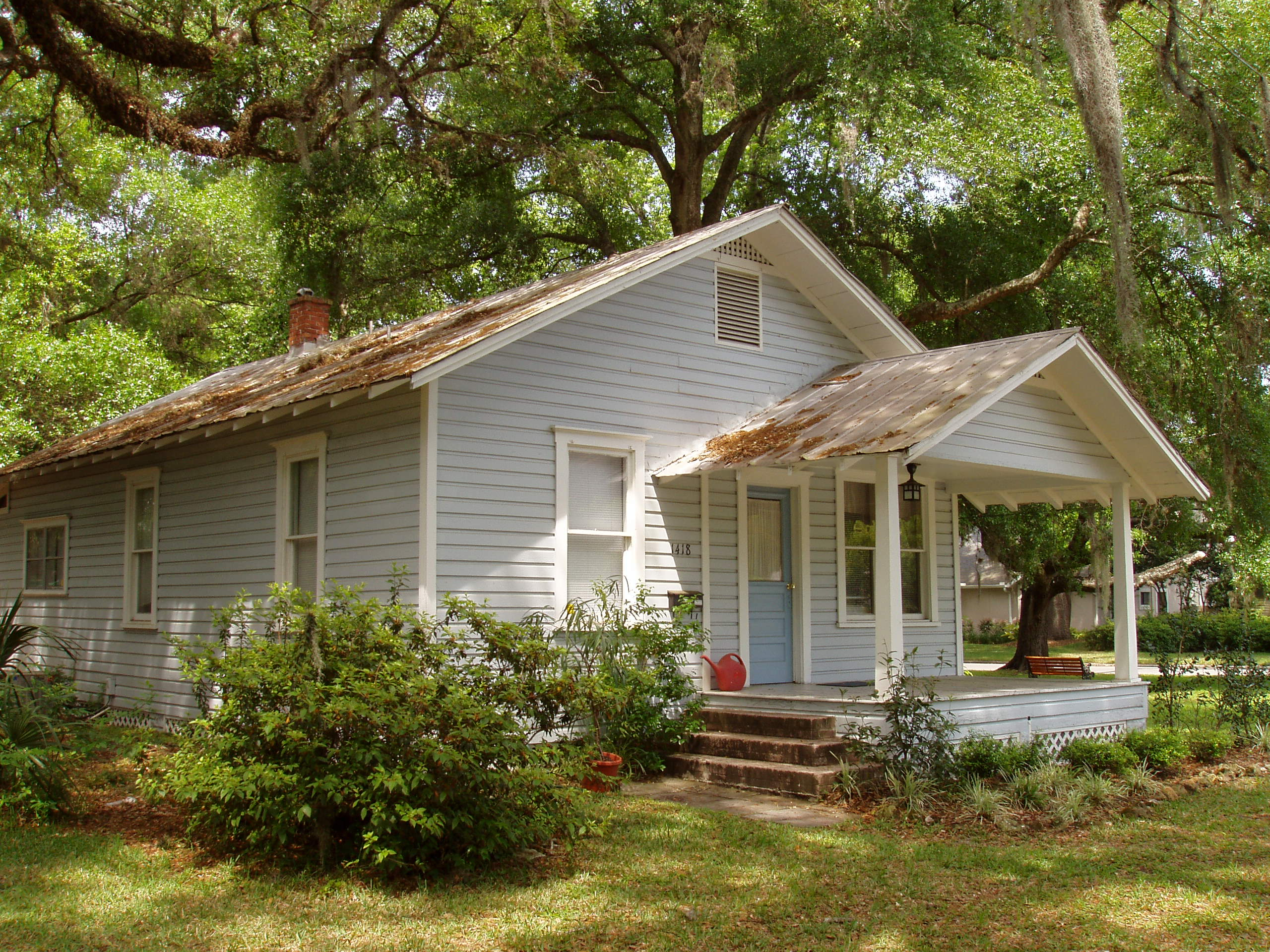
Dernière demeure de Jack Kerouac à St. Petersburg, en Floride.

Toujours plus accablé par la célébrité, Kerouac, tant bien que mal, participe à des spectacles télévisés et enregistre même trois albums de textes lus. Il prend par ailleurs position en faveur de la guerre du Viêt Nam et se déclare nationaliste et « pro-américain », et ce afin d'éviter toute identification au mouvement hippie, envers lequel il se montre toujours méfiant. L'écriture de Kerouac se focalise dès lors sur son passé. Avec Visions de Gérard, publié en 1963, il s'interroge sur son frère mort alors qu'il était très jeune, le peignant même comme un saint. En juin 1965, il effectue un voyage en Europe, sur la trace de ses origines bretonnes, épisode qui donne naissance au roman Satori à Paris (1966). La recherche de cet ancêtre demeure en effet pour lui une lubie et Kerouac s'imagine beaucoup de choses à son sujet. Il fait également la rencontre du chanteur breton Youenn Gwernig, récemment immigré aux États-Unis, avec lequel il se lie d'amitié. La même année est publié l'un de ses premiers romans, Anges de la Désolation, datant de l'époque de Sur la route.
En 1968, il met la dernière main à son roman Vanité de Duluoz, publié l'année même, et passe la fin de sa vie en compagnie de sa troisième femme Stella Sampras et de sa mère, loin de ses amis de la Beat Generation, et dans une situation financière déplorable (à sa mort il léguera 91 dollars à ses héritiers). Son dernier roman, Pic, n'est publié qu'en 1971.

#### Mort
Jack Kerouac meurt le 21 octobre 1969, à l'hôpital Saint-Anthony de St. Petersburg, Floride, à l'âge de 47 ans, d'un ulcère gastro-duodénal, la « mort des alcooliques ». La cirrhose alcoolique massive dont souffrait Kerouac avait causé une fibrose hépatique avancée, qui a engendré une hémorragie digestive fatale,.

## Œuvre

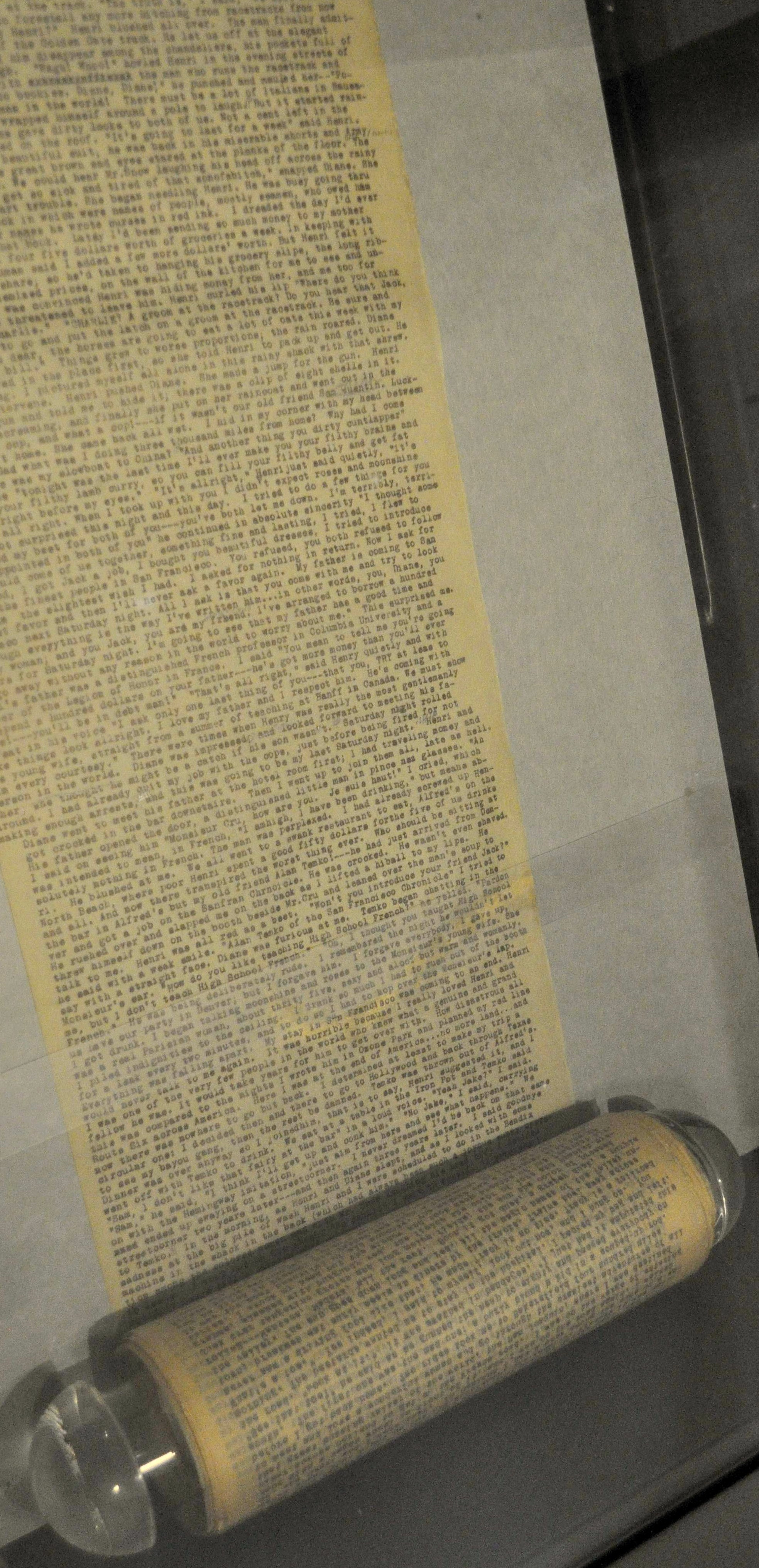
Une partie du tapuscrit de Sur la route exposé au musée des lettres et manuscrits de Paris, en 2012.

L’œuvre publiée de Jack Kerouac peut se diviser en cinq ensembles correspondant à des formats et des modes de production distincts. Son proche ami, William Burroughs dit ainsi : « Kerouac était un écrivain, c’est-à-dire qu’il écrivait. Les romanciers cherchent à créer un univers dans lequel ils ont vécu, dans lequel ils aimeraient vivre. Pour écrire, ils doivent y aller, éprouver et subir toutes les conditions qu’ils n’ont pas imaginées. Quelquefois, et c’est le cas de Kerouac, l’effet produit par un écrivain est immédiat, comme si une génération entière attendait d’être écrite ». Il est important de noter que Kerouac rejetait la séparation traditionnelle entre poésie d'une part et prose d'autre part, affirmant que la totalité de ses écrits relevait de cette dernière. Cette distinction semble néanmoins pertinente dans la mesure où elle fut retenue par ses éditeurs et qu'elle structure de fait son œuvre telle qu’elle est accessible aux lecteurs dans sa forme publiée. Jack Kerouac a également écrit des essais, des articles ; il a aussi donné des entretiens télévisés ou radiophoniques. Sa correspondance est également très importante. Enfin, la majorité de ses écrits sont en langue anglaise, mais quelques lettres adressées à sa mère et quelques prières (dont le Notre Père, sa prière préférée), des nouvelles et surtout deux courts romans, La nuit est ma femme et Sur le chemin (110 pages) sont écrits en français. Ces textes français, incluant On the Road écrit en français, sont dans le recueil La vie est d'hommage.

### Romans et nouvelles

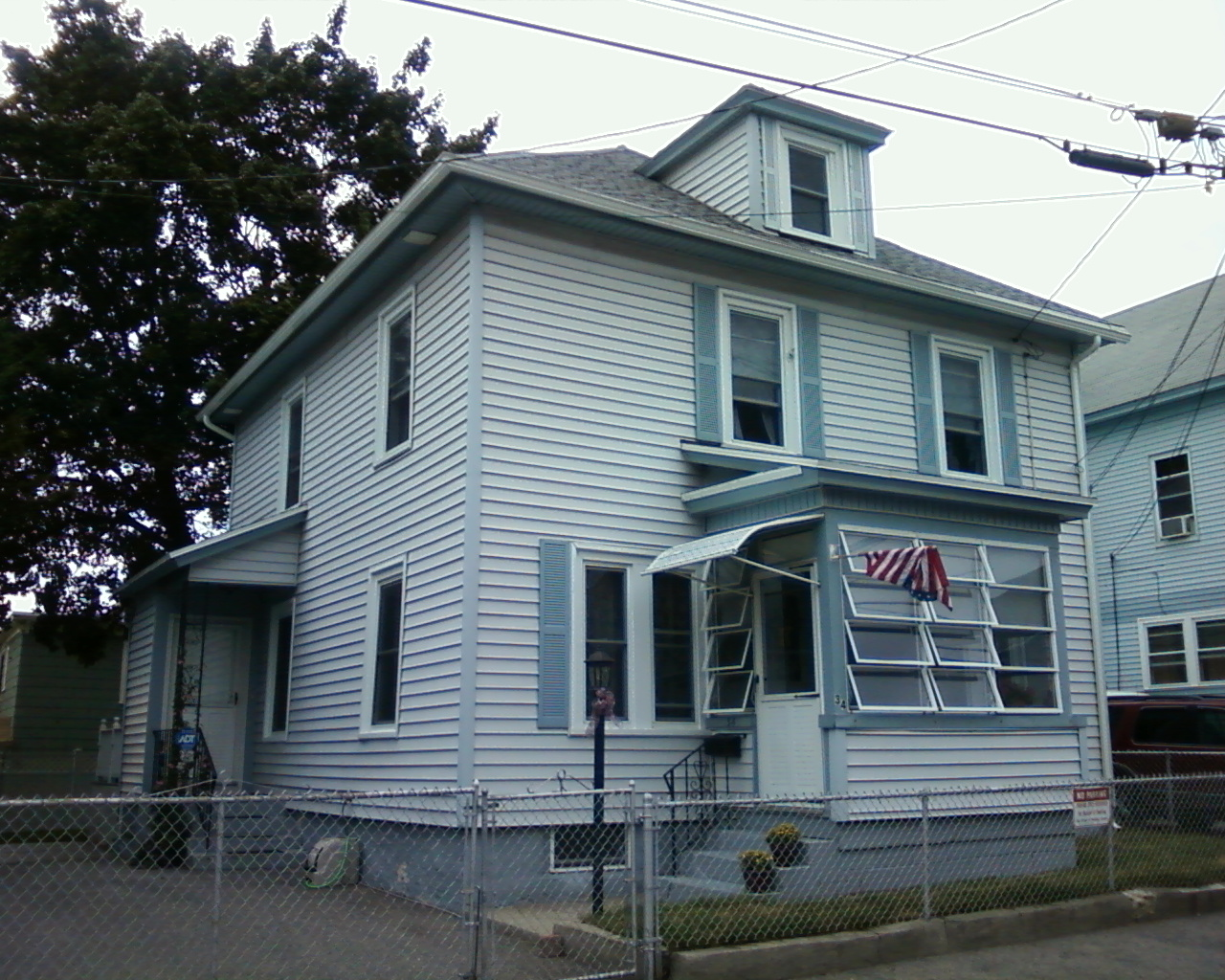
La troisième résidence de Kerouac, à West Centralville, Lowell.

Écrits entre 1946 et 1969, les textes en prose de Kerouac sont appelés par lui les « romans à histoire vraie » ou « aventure narrative », l'auteur refusant la dénomination « roman » qui induisait à ses yeux une dimension scénaristique et imaginaire. Ces ouvrages appartiennent presque tous au cycle autobiographique intitulé Légende de Duluoz, « Duluoz » étant le pseudonyme de Kerouac. Ce cycle a pour sujet central la vie de l’auteur et de ses proches sur une période allant de 1922 (époque qui est la trame du roman Visions de Gérard) à 1965 (avec Satori à Paris). Kerouac, dans la présentation de sa bibliographie ou dans ses échanges avec ses éditeurs, excluait généralement son premier roman publié, The Town and the City (rebaptisé par la suite pour des raisons commerciales Avant la route) de la Légende de Duluoz alors même que le sujet et les protagonistes de ce récit l’intégraient pleinement dans sa chronologie biographique. Ce roman diffère toutefois de son cycle autobiographique par le fait que Kerouac est encore nettement influencé par le style naturaliste de Thomas Wolfe et surtout par son intrigue partiellement imaginaire. En ce sens, la Légende de Duluoz se définit à la fois par une unité de sujet : la vie de l’auteur constituée en mythe - et de forme : l’utilisation de la prose spontanée surtout.
Le dernier roman écrit par Kerouac est publié en 1971 de manière posthume. Pic marque une tentative de retour au roman de fiction, longtemps annoncée par l’auteur comme devant survenir au terme de la rédaction de son cycle biographique. De même, en 1999 sont publiés des textes de jeunesse compilés dans un recueil intitulé A Top and Underground, dont une traduction partielle est parue aux Éditions Denoël en 2006 ; certains textes en prose n’avaient pas encore été publiés, certains manuscrits ayant été rejetés ou non terminés, comme ceux intitulés Memory Boy, Zizi‘s Lament, ou encore The Sea is my Brother. D’autres ont été perdus ou endommagés. Et les Hippopotames furent bouillis vifs dans leurs piscines, collaboration avec William Burroughs, traite du meurtre du professeur de gymnastique David Kammerer par Lucien Carr en 1946, qui s'est toujours opposé à des publications traitant de ce sujet. Kerouac finit toutefois par intégrer Et les Hippopotames furent bouillis vifs dans leurs piscines aux derniers chapitres de Vanité de Duluoz, et il servit de matériau à plusieurs reprises à William Burroughs. Penguin Books a publié le texte en octobre 2008. Deux inédits ont par ailleurs été édités : Vraie Blonde et Vieil Ange de minuit, écrits à la fin des années 1950, découverts dans le catalogue d'une petite maison californienne. Jean-Sébastien Ménard effectue en 2006 des recherches sur les textes français de Kerouac. En 2007 et 2008, le journaliste québécois Gabriel Anctil publie une série d'articles dans le journal montréalais Le Devoir, qui dévoilent au grand public l'existence de ces manuscrits,,. Une série documentaire radiophonique de Gabriel Anctil et Jean-Philippe Pleau, Sur les traces de Kerouac, d'une durée de quatre heures et produite par Radio-Canada, se penche sur les origines bretonnes et québécoises de Jack Kerouac, ainsi que sur sa relation avec la langue française. Un livre numérique de Gabriel Anctil et Marie-Sandrine Auger accompagne également la série. Les textes français de Kerouac ont été établis et rassemblés en 2016 dans le recueil La vie est d'hommage (Éditions du Boréal, 2016) par le québécois Jean-Christophe Cloutier. Certains écrivains et penseurs ont voulu faire de Jack Kerouac un « écrivain québécois » ; ainsi Victor Lévy-Beaulieu voyait en lui « le meilleur romancier canadien-français de l’Impuissance » et invitait à annexer son œuvre à la littérature québécoise.
Avant la publication de Sur la route un certain nombre d’extraits de textes de Kerouac furent publiés dans des revues littéraires à l’instigation de ses deux principaux soutiens dans le monde de l’édition, Malcolm Cowley et Keith Jennison. Ces textes furent toutefois repris par la suite en tant que chapitres d’ouvrages publiés et ne constituent donc pas des œuvres indépendantes. Les principaux extraits écrits par Kerouac sont « Jazz Excerpts », publiés par la revue New World Writting en 1954. Ce texte fut le premier extrait publié par Kerouac après la publication de son roman Avant la route. Il attira l’attention de Donald Allen et permit de relancer chez Viking Press l’idée d’une publication de Sur la route roman rejeté par tous les éditeurs. « La Fille mexicaine », publié en 1955 dans Paris Review et repris dans l'anthologie The Best American Short Stories en 1956 est un extrait de Sur la route. « Un voyage tourbillonnant dans le monde » est un autre extrait publié en juillet 1957 dans le numéro 16 de la revue New Direction in Prose and Poetry. Enfin, « Neal and the tree stooges » est un extrait de Visions de Cody, publié dans New Edition numéro 2, en 1957 également.
Enfin, Kerouac a également écrit une pièce de théâtre, intitulée Beat Generation, jamais représentée et découverte par hasard par Stephen Perrine, rédacteur en chef de Best Life. Elle se compose de trois actes et se concentre autour du personnage de Jack Duluoz, au milieu de personnages légendaires de la Beat Generation comme Allen Ginsberg et Neal Cassady.

### Poésies et textes religieux

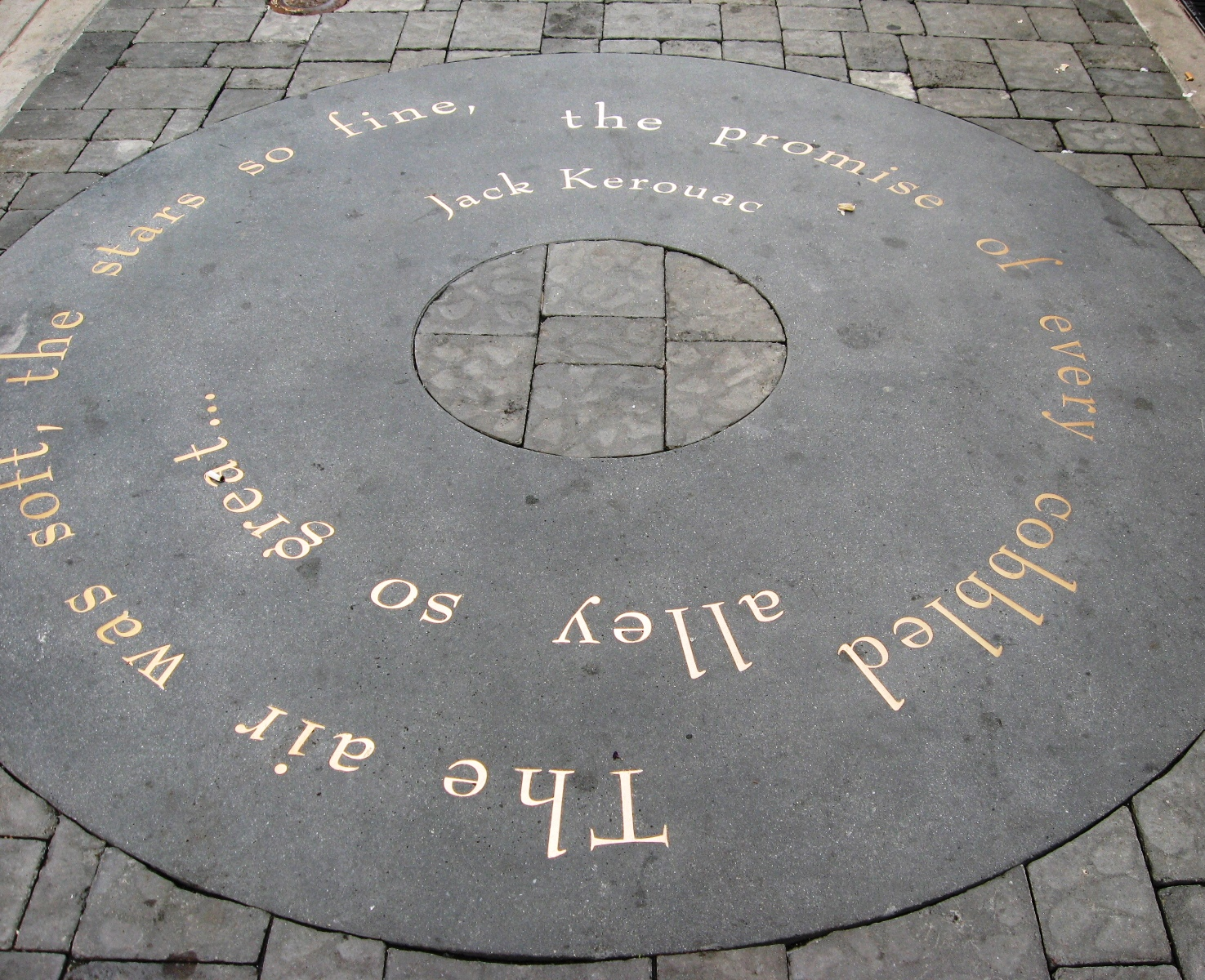
Un extrait de Sur la route gravé dans le quartier chinois de San Francisco (Californie), dans la Jack Kerouac Alley (coordonnées GPS :).

En parallèle à son œuvre en prose, Kerouac a rédigé de nombreuses poésies. Il fut très tôt en contact avec les groupes dominants de la scène poétique américaine des années 1950 et 1960, comme l'« École de Black Mountain » représentée notamment par des auteurs comme Charles Olson, Robert Duncan et Robert Creeley), et comme la scène poétique de la « Renaissance de San Francisco » gravitant autour de Kenneth Rexroth (Michael McClure, Gary Snyder, Philip Whalen, Lawrence Ferlinghetti), enfin avec la scène new-yorkaise qui comptait nombre de ses amis (notamment Allen Ginsberg, Gregory Corso, Joyce Glassman).
La première influence poétique de Jack est Walt Whitman, qu'il lit depuis l’âge de 18 ans ; à cette époque, en 1940, il fonde une société avec des amis afin d’écrire des pièces, radiophoniques entre autres. Sa poésie en fut largement influencée tant du point de vue du style que des sources d’inspiration. Elle se caractérise par l’utilisation de formes extrêmement libres, le recours à une syntaxe propre, à un vocabulaire et à des sujets crus, relevant parfois volontairement de l'obscénité ou du trivial, ainsi que par un rythme fondé sur la musique jazz, et que Kerouac nomme tour à tour « chorus » ou « blues ». L’influence des travaux de Charles Olson et de ses amis poètes beat est sur ce point manifeste. Au contact de la poésie californienne, il évolua vers les formes et les thèmes poétiques bouddhistes, le Sūtra du Diamant l’ayant fortement impressionné. Mais c’est le bouddhisme Zen et la forme du Haïku, découvert avec Gary Snyder et Lew Welch qui l’influença le plus fortement. Il écrivit avec ce dernier de nombreux poèmes courts publiés après la mort des deux auteurs, créant le genre des « haïkus américains », qui diffèrent selon lui du genre poétique japonais : « Le Haiku américain n'est pas exactement comme le japonais. Le Haïku japonais doit faire strictement 17 syllabes. Mais la structure des deux langages est si différente que je ne pense pas que le Haïku américain devrait s'inquiéter des pieds parce que le langage américain est quelque chose qui est toujours prêt à exploser ». À partir d'une image originelle, qu'il nomme « jewel center » Kerouac écrit un haïku dans un état de « semi-transe », utilisant la technique, précisée par Ed White, du sketching : le haïku doit « esquisser » et suggérer une atmosphère en quelques mots. Son thème récurrent est l'image d'animaux évoluant dans l'immense nature.
| In the morning frost the cats Step slowly. | Dans le givre du matin les chats Avancent lentement. |

| Aurora Borealis over Hozomeen – The void is stiller. | Aurore Boréale sur l'Hozomeen – Le vide est encore plus calme. |

| Listening to birds using different voices, I lose my perspective of history. | Écoutant les oiseaux utiliser différentes voix, je perds ma perspective de l'histoire. |

Bien qu’un texte de Jack Kerouac, que Charles Olson jugea très positivement, fut inclus dans l’anthologie The New American Poetry 1945-1960 publiée en 1960 par Donald Allen, son œuvre poétique ne reçut pas le même accueil que ses premiers romans publiés. Lawrence Ferlinghetti refusa ainsi à plusieurs reprises de publier Mexico City Blues qu’il considérait comme une forme de prose. Quelques poèmes furent néanmoins publiés dans des revues à partir de 1957. En revanche, peu d’ouvrages furent imprimés et leurs tirages restèrent très inférieurs à ceux d'autres poèmes beat comme Howl et Kaddish d'Allen Ginsberg ou A Coney Island of the Mind de Lawrence Ferlinghetti.
Les trois principaux recueils de poésie publiés du vivant de Jack Kerouac sont ainsi Mexico City Blues, Le Livre de rêve et L’Écrit de l’Éternité d’Or. Le roman Big Sur contient en outre, dans sa dernière partie, un long poème sur la mer dont la rédaction est elle-même l’objet d’une partie du roman. La majorité des poèmes fut publiée de manière posthume et sont pour certains non traduits en français. Il s’agit parfois de compilations de textes n’ayant pas été conçues sous cette forme par l’auteur. En 1997 un recueil de réflexions rédigées entre 1953 et 1956 mais non publiées fut édité sous l’intitulé Some of the Dharma (Dharma dans l’édition française). Il mélange essais, poèmes, prières et réflexions diverses dans leur forme de rédaction initiale. Il est fortement marqué par un bouddhisme assez naïf et les difficultés existentielles de l’auteur.

### Essais, articles et interviews
À partir de 1957 et de la publication de Sur la route, la célébrité et le positionnement médiatique de Kerouac comme porte-parole d’une génération amenèrent certaines revues grand public ou littéraires à lui commander des articles originaux, des extraits ou des nouvelles encore non publiées. La plupart des nouvelles furent en effet éditées par la suite sous forme de recueils, certains du vivant de l’auteur comme Le Vagabond Solitaire (1960), d’autres après sa disparition, comme Vraie Blonde et Autres (1993) (sous la direction éditoriale de John Sampa). Les articles permirent à Jack Kerouac d’exposer sa méthode d’écriture et plus généralement son rapport à la littérature, mais aussi ses positions politiques et sa vision de la beat generation, tels : « Croyance et technique pour la prose moderne » qui prend la forme d’une liste de principes (faisant écho à une lettre adressée à Arabelle Porter, éditrice de New World Writting, en réponse à des critiques après la publication de « Jazz Excerpts » en 1954) ou « Principes de la Prose Spontanée ». La série d'articles « Non point Lion mais Agneau », « Contrecoup : la philosophie de la Beat generation » et « Sur les origines d’une génération » concernent la position de Kerouac vis-à-vis de la beat generation. Dans la plupart de ces articles, il tente de donner une signification spirituelle au mouvement beatnik et le restitue dans son contexte historique, soit dix années avant la publication à succès du roman fondateur Sur la Route. Il espérait ainsi contrecarrer l’image négative et délinquante associée aux beatniks, dont il rejetait la paternité. Plus profondément, il tentait aussi de prendre le contrepied de certains auteurs, parmi lesquels son ami de longue date John Clellon Holmes, mais aussi Norman Mailer ou Kenneth Rexroth, qui souhaitaient positionner le mouvement sur un terrain politique ou dénonçaient au contraire sa superficialité et son égocentrisme. Anne Charter signale à ce sujet qu’Allen Ginsberg lui conseilla de laisser « tomber les discours sur la beat génération […] de laisser […] Holmes broder là-dessus ».
Kerouac a également rédigé des chroniques comme celles, bimensuelles, pour la revue Escapade, la première en date d’avril 1959 consacrée à la naissance du be-bop, la dernière d’avril 1960. Kerouac écrivit en outre quelques notices autobiographiques (reprises pour la plupart en français dans Vraie Blonde et Autres et dans la préface de Vanité de Duluoz) et des entrées de dictionnaires. Il réalisa en 1959 la préface d’un ouvrage de photographies de son ami Robert Frank (The Americans), ainsi que le compte rendu d’un voyage en Floride avec celui-ci pour le magazine Life. Ce texte ne fut pas publié de son vivant, mais en janvier 1970 Evergreen Review (no 74) le publia à titre posthume sous l’intitulé « On the road to Florida ». En 1959, Kerouac avait aussi réalisé une anthologie de la littérature de la Beat generation pour l’éditeur Avon Books. Sa publication devait être pluriannuelle et contenir pour sa première édition, entre autres, de nombreuses correspondances avec Neal Cassady, John Clellon Holmes, Philip Whalen, Gary Snyder, Allen Ginsberg et des textes de Gregory Corso ou Michael Mac Clure. Elle ne fut cependant jamais publiée par Avon Books, passé entre-temps sous le contrôle de W.R Hearst, peu favorable au projet. En 1960 Kerouac tenta sans succès de la faire publier par la maison d'édition de Lawrence Ferlinghetti, City Lights.
Kerouac participa également à quelques interviews. La plus connue est celle réalisée sur le plateau d'Al Aronowitz, pour le journal New York Post en 1959 et extraite d'une série de douze articles consacrés à la Beat génération, comportant notamment une interview de Neal Cassady. Elle fut publiée en 1970 par la revue US, The Paper Back Magazine (no 3), sous le titre « Feriez-vous une fugue pour devenir un beatnik si vous saviez que l’homme qui a écrit Sur la Route vit chez sa mère ». Ce texte fut repris en français, en 1971, aux éditions de l’Herne, dans un carnet consacré à Jack Kerouac et édité par William Burroughs et Claude Pélieu.

### Correspondance

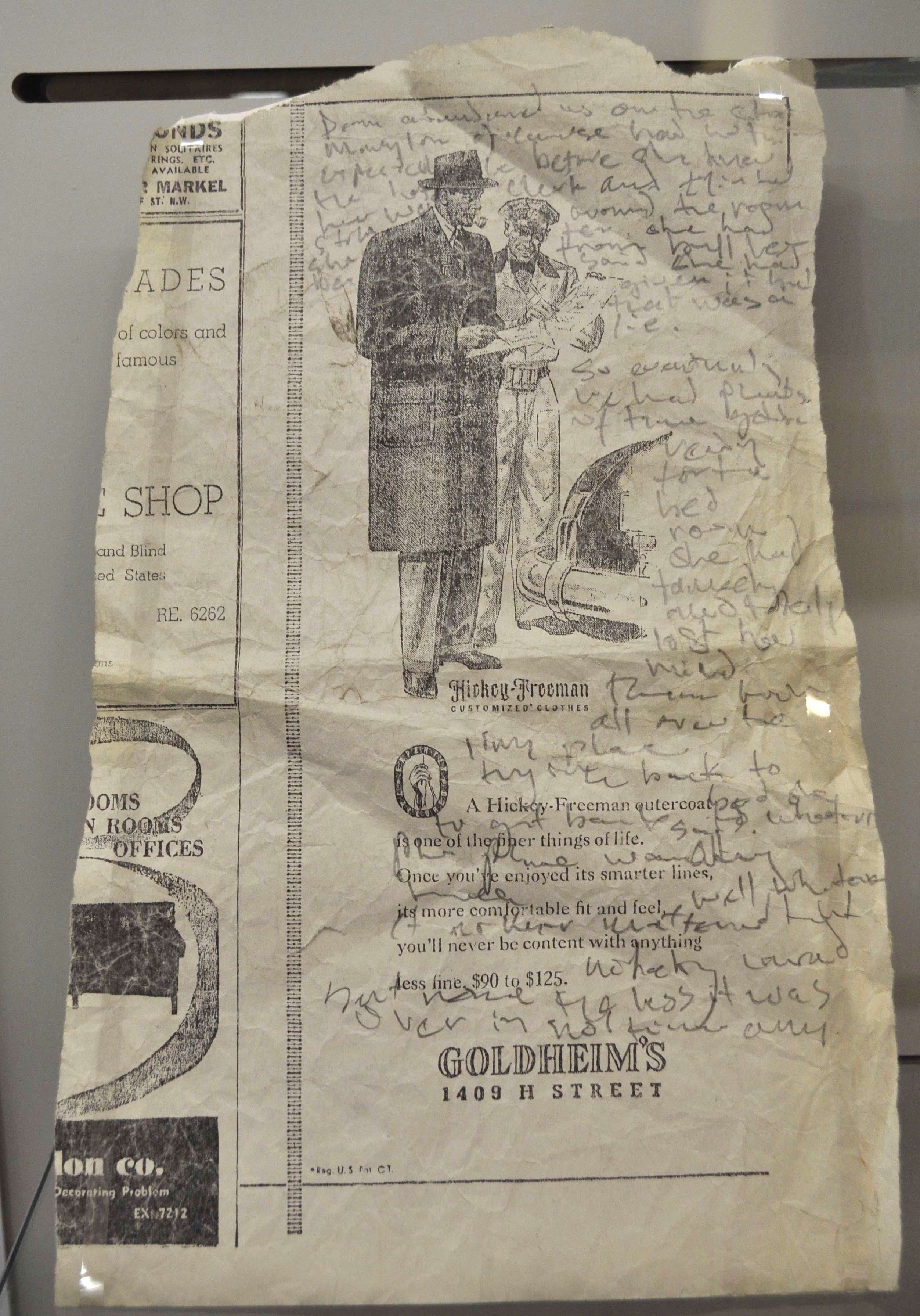
Reproduction d'une note de Jack Kerouac pour le film de Walter Salles, écrite sur un papier journal et exposée au musée des lettres et manuscrits de Paris, en 2012.

La correspondance de Jack Kerouac est extrêmement riche, tant par le nombre de lettres écrites que par la qualité de ses correspondants, qui regroupent toutes les figures de la Beat génération : en premier lieu William Burroughs et Allen Ginsberg, mais aussi John Clellon Holmes, Gregory Corso, Neal Cassady, ou encore Gary Snyder. Éditées par Ann Charters avec l’accord de l'écrivain, de sa famille et de ses correspondants, les lettres choisies ont été regroupées en deux volumes, l'un compilant la période 1940 à 1956 et l'autre celle allant de 1957 à 1969. Elles permettent d’éclairer, sous un angle parfois anecdotique, les relations entre les membres de la Beat génération et de comprendre le caractère dépressif et cyclothymique de Jack Kerouac. Elles portent aussi témoignage de son travail d’écrivain, tant dans la préparation de ses textes, souvent soumis au jugement de ses amis, que dans leur présentation et leur défense auprès des éditeurs et des critiques. Kerouac avait apporté un soin tout particulier à la conservation de ses correspondances et souhaitait vivement les voir publiées.

### Disques et films

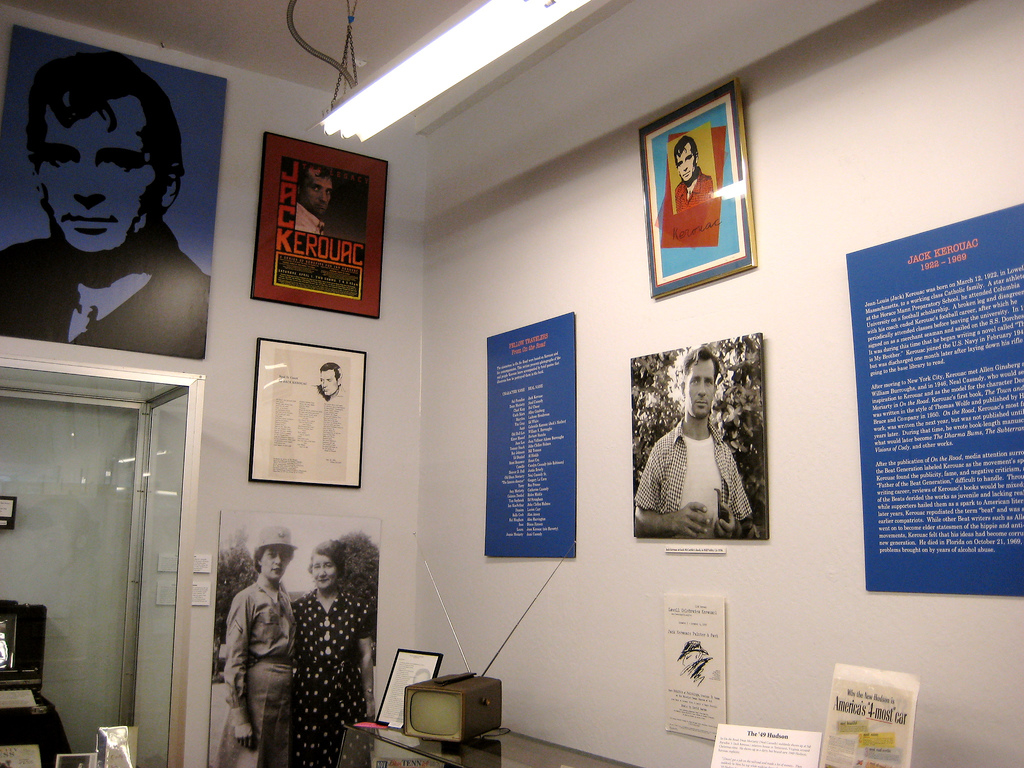
La salle Jack Kerouac, dans le Beat Museum de San Francisco.

Jack Kerouac donna de nombreuses lectures de ses textes et des textes de ses amis, bien qu’il reconnût volontiers être mal à l’aise dans cet exercice, d'autant plus qu’il le fit le plus souvent sous l’emprise de l’alcool. Le cycle de lectures réalisées au Village Vanguard en décembre 1957 et sa participation à l’émission de Steve Allen en 1958 sont parmi les plus connus. Des enregistrements de lectures sont aujourd’hui édités de manière posthume,.
De son vivant, en mars 1958, Jack Kerouac réalisa un disque de lectures accompagné par Steve Allen au piano, intitulé Poetry for the Beat Generation (Hanover Record HML 5000). Blues and Haikus fut enregistré en 1958, en collaboration avec les saxophonistes Al Cohn et Zoot Sims ; Kerouac y récite de courts poèmes avec, en fond sonore, des solos improvisés de saxophone. Une lecture en solo Readings by Jack Kerouac on the Beat Generation fut enfin enregistrée en 1960. Les principaux morceaux ont été compilés dans une discographie : Kicks Joy Darkness, édité chez WMI, en 2006.
Jack Kerouac participa au scénario et à la réalisation d’un film expérimental de Robert Frank sur la Beat génération en 1959. Le scénario et le titre étaient initialement prévus pour une pièce de théâtre, mais seul le troisième acte, plus ou moins improvisé, fut utilisé pour le film. Il devait initialement s’appeler Beat Generation, mais l’utilisation de ce titre par la Metro-Goldwyn-Mayer pour un film commercial contraignit Kerouac à le rebaptiser Pull My Daisy. Le film, produit par Charles F. Haas, est sorti en juillet 1959 aux États-Unis. Kerouac fut extrêmement contrarié de ne pas avoir été consulté par la MGM pour obtenir l'autorisation d'utiliser cette expression qu'il avait pourtant inventée. Il tenta d'engager un procès, en vain. Le film fut diffusé en 1959 au Musée d’Art Moderne de New York et il reçut un certain succès. Le scénario fut publié en 1961 par Grove Press. Bien qu’il eût longtemps espéré pouvoir vendre les droits de Sur la route à Hollywood, notamment à Marlon Brando, le projet de Jack Kerouac n'aboutit pas. Francis Ford Coppola, détenteur des droits du roman, entreprit de l'adapter en 1994 et en aurait proposé la réalisation à Jean-Luc Godard, mais le projet échoua. Une seule des œuvres de Kerouac fut finalement adaptée de son vivant au cinéma : Les Souterrains sous le titre Les Rats de caves, réalisé par Ranald MacDougall en 1960). Il existe cependant des projets d'adaptation des Clochards célestes et de Big Sur par la maison de production Kerouac Films. Par ailleurs, 2012 vit la sortie de l'adaptation cinématographique de Sur la route (On the Road), réalisé par Walter Salles, avec dans les principaux rôles Sam Riley (Sal), Garrett Hedlund (Dean) et Kristen Stewart (Marylou).

## Écriture et thèmes

### La prose spontanée
| . 1. Carnets secrets, couverts de gribouillis, et pages follement dactylographiées, pour votre propre plaisir. 2. Soumis à tout, ouvert, à l’écoute. 3. Soyez amoureux de votre vie. 4. Ce que vous ressentez trouvera sa propre forme. 5. Pas de temps pour la poésie, mais exactement ce qui est. 6. Éliminez l’inhibition littéraire, grammaticale et syntactique. 7. Travaillez à partir du centre de votre œil, en vous baignant dans l'océan du langage. 8. Acceptez la perte comme définitive. 9. Écrivez de façon que le monde lise, et voie les images exactes que vous avez en tête. |

« Soudain, comme dans une vision, j'ai vu Dean, Ange de feu, frissonnant, effroyable, venir à moi tout palpitant sur la route, s'approcher comme un nuage, à une vitesse énorme, me poursuivre dans la plaine tel le Voyageur au suaire, et fondre sur moi. »

— Sur la route

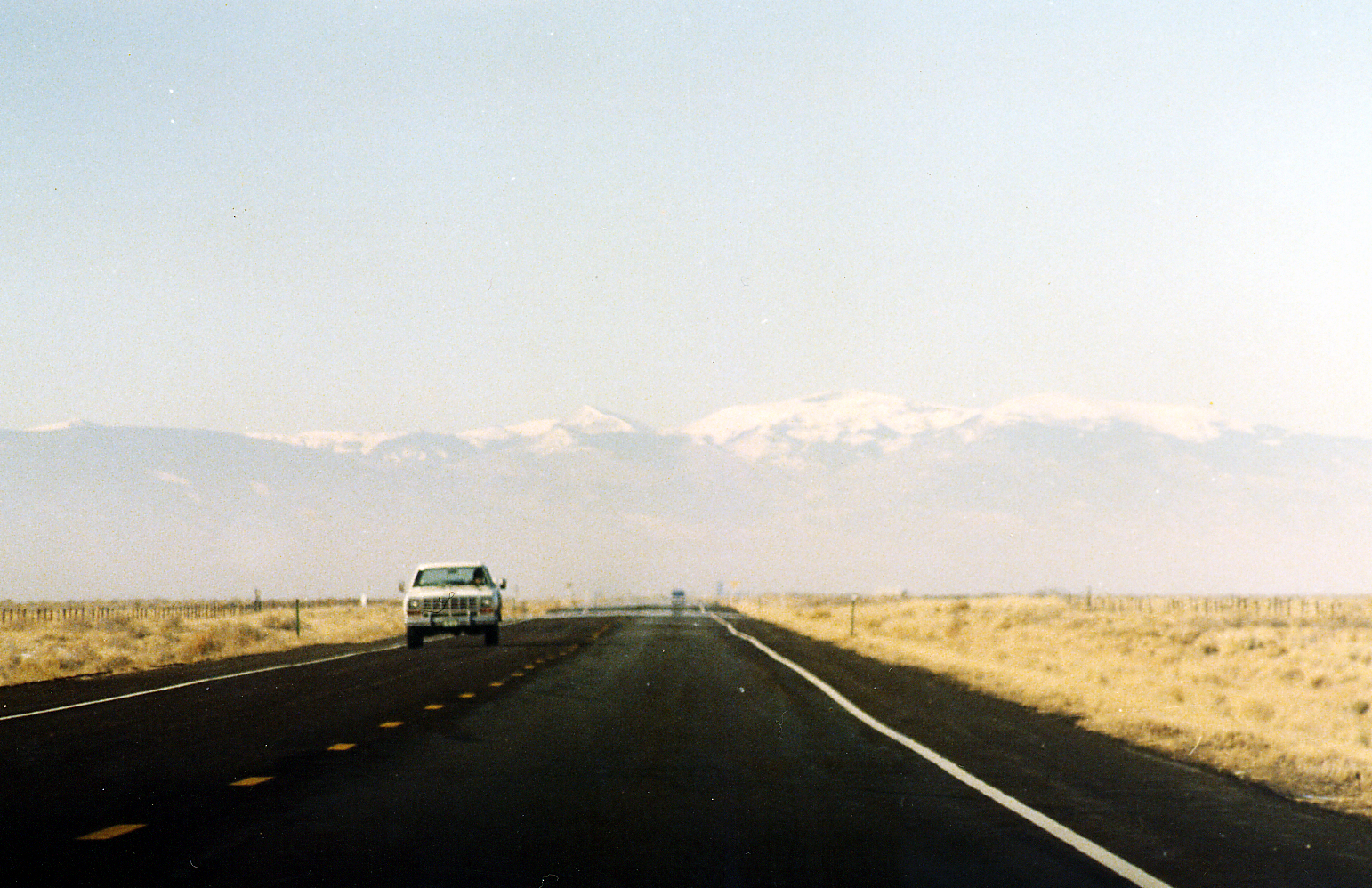

Doué d'une grande mémoire à tel point que ses amis le surnommaient « memory babe » (le « môme mémoire »), Kerouac possède un style d'écriture unique, fondé sur la vitesse de frappe à la machine, inspiré du rythme jazz. Il définit les principes de sa « prose spontanée » dans l'article « Essentials of Spontaneous Prose » de la façon suivante : « Pas de pause pour penser au mot juste mais l'accumulation enfantine et scatologique de mots concentrés ». La spontanéité réside dans un rapport immédiat avec l'écrit : « tap from yourself the song of yourself, blow! -- now! -- your way is your only way -- ’good’ -- or ‘bad’ -- always honest, (‘ludicrous’) spontaneous, ‘confessional’ interesting, because not ‘crafted’ » explique-t-il. Kerouac cherche à reproduire l'ambiance de ses voyages et de ses rencontres ; pour cela il se détourne des descriptions de la littérature conventionnelle, caractéristiques selon lui d'une « langue morte ». Son style lui est en partie inspiré par son amour des mouvements jazz et du Be Bop et de ses improvisations. Le manuscrit de Sur la route a été dactylographié d'un seul jet sur des feuilles de papier à calligraphie japonaise collées bout à bout avec du scotch tape et non sur un rouleau de papier à télétype. Kerouac explique plus tard qu'il détestait avoir à changer de feuille lorsqu'il se sentait inspiré, et qu'ainsi il pouvait presque écrire « les yeux fermés ».
En réalité, l'écriture de Kerouac est plus proche de la poésie, par son rythme évocateur (qu'il nomme la « Great Law of timing »), sa cadence proche de celle du jazz aussi. Kerouac explique ainsi son ambition : « Je vois à présent la Cathédrale de la Forme que cela représente, et je suis tellement content d'avoir appris tout seul (avec un peu d'aide de messieurs Joyce et Faulkner) à écrire la Prose Spontanée, de sorte que, même si la Légende [de Duluoz] court pour finir sur des millions de mots, ils seront tous spontanés et donc purs et donc intéressants et en même temps, ce qui me réjouit le plus : Rythmiques ». Le jazz et le Be-bop ont fasciné très tôt Kerouac, qui s'en inspire pour écrire, la technique de la Prose Spontanée permettant une sorte de sorcellerie évocatoire comme celle du jazz. Alain Dister dit ainsi que Kerouac « se laisse prendre aux cliquetis de la machine comme un razzmatazz de batterie, [il] s'accorde au beat de la frappe, en rythme avec un jazz intérieur (la grande musique des mots, le swing des syllabes, le jazz des phrases) le beat, la pulsion même du roman ».

### Kerouac et laBeat generation
La contribution de Jack Kerouac à la naissance du mouvement littéraire et artistique de la Beat generation est capitale. Cependant, dans les années 1950, Kerouac ne se reconnaît plus dans cette philosophie de la vie qu'il a pourtant contribué à forger. D'une part, Kerouac propose son propre sens au terme « beat », forgé par John Clellon Holmes, qui en explicite la signification dans son article « This the Beat Generation », paru dans le New York Times de novembre 1952 : « être dans la rue, battu, écrasé, au bout du rouleau ». Pour Kerouac, la sonorité du mot est à rapprocher du terme français « béat » : « It's a Be-At, le beat à garder, le beat du cœur », puis il ajoute : « C'est un Être à, le tempo à garder, le battement du cœur », le rapprochant d'une expression utilisée par le jazzman Charlie Parker,. Kerouac voit en effet dans la Beat generation, et davantage à la fin de sa vie, un effort pour abandonner le confort matériel et pour se pénétrer de spiritualité ; le beatnik se devant de demeurer passif à la façon zen. Dans Vraie blonde, et autres, Kerouac explique ainsi l'origine de cette dimension mystique de la Beat generation : « À Lowell, je suis allé dans la vieille église où je fus confirmé et je me suis agenouillé […], et brusquement j'ai compris : beat veut dire béatitude, béatitude ».
Mais c'est surtout avec son roman Sur la route que Kerouac entre comme chef de file du mouvement de la Beat generation. En 2001, la rédaction de l’American Modern Library inclut en effet le roman comme 55e dans sa liste des 100 meilleurs romans du XXe siècle en langue anglaise. Le récit définit les éléments d'un renouveau spirituel, axé autour du voyage et de la rencontre avec l'autre. La débauche y est un thème central également ; l'écrivain y voit une des conditions de la liberté.
Porté par l’engouement du public pour la Beat Generation et la mode beatnik, mais ayant échoué à s’imposer comme un auteur à part entière, Kerouac fut victime dès 1957 d’une surexposition médiatique qu’il n’avait pas recherchée. Comme l'écrivait Kerouac lui-même à Holmes en 1962 avant la publication de Big Sur, faisant référence aux auteurs phares du mouvement beat : « Ils sont tous écœurés et fatigués de cette salade Beatnik ». De plus, il se brouilla avec ses amis. La notoriété aidant, Kerouac continua néanmoins à pouvoir publier malgré des tirages de plus en plus faibles, ces derniers ouvrages devenant même nettement déficitaires. À la différence de certains autres membres de la Beat Generation, tels Allen Ginsberg ou Gregory Corso, et de ses proches comme Gary Snyder ou Neal Cassady, Jack Kerouac ne participa pas au mouvement hippie. Il fut dès lors quasiment ignoré de la critique et perdit son audience médiatique et populaire auprès de la jeunesse, peinant même à faire réimprimer Sur la route. Dans les dernières années, Kerouac refuse d'être l'incarnation de la Beat generation, ne se reconnaissant ni dans le mouvement beatnik ni dans la norme sociale de l'époque. Kerouac se dit en effet « Bippie-in-the-Middle » et il en vient même, dans un élan nationaliste, à voir dans les hippies de dangereux communistes.

### La quête spirituelle
La Beat Generation

est un groupe d'enfants

sur la route

qui parlent de la fin du monde.

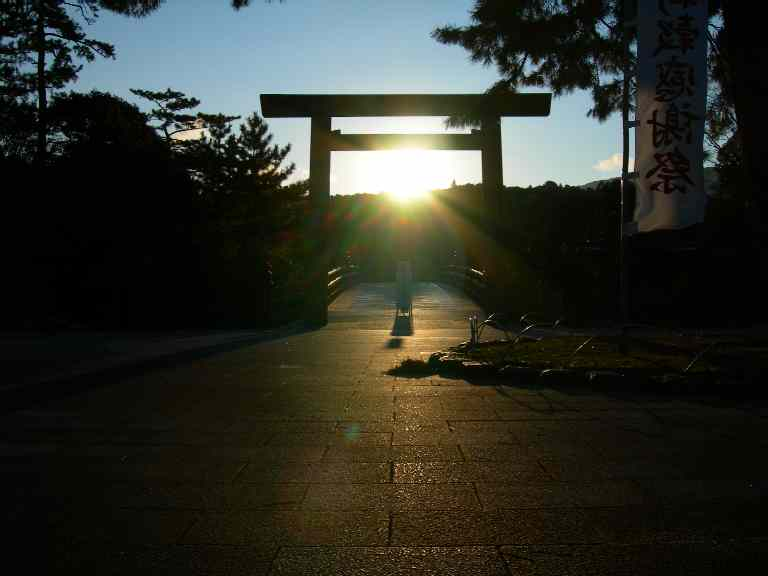
Dans un haïku, Jack Kerouac explique la dimension mystique de sa génération :

Admirateur d'Arthur Rimbaud (il a en effet rédigé une biographie du poète français), « L'homme aux semelles de vent » en qui il voit le premier « clochard céleste », Kerouac appelle à la redécouverte de la spiritualité et de la mystique par la liberté de voyager. Fervent catholique (il dessinait des pietà dans ses journaux et écrivait des psaumes), l'écrivain a cependant trouvé, avec l'aide de Neal Cassady, dans le bouddhisme une philosophie de la quête de soi. Cette quête est en effet le thème central de la majorité de ses œuvres, même si c'est par la lecture de Thoreau, premier écrivain américain à s'intéresser aux enseignements spirituels de Shakyamuni, que Kerouac découvre les paroles du Bouddha. En 1953, Allen Ginsberg lui fait découvrir les Essais sur le bouddhisme zen de Daisetz Teitaro Suzuki.
Les Clochards célestes (The Dharma Bums), plus que tous ses autres écrits, fait l'apologie d'un style de vie inspiré par le bouddhisme Zen. Les voyageurs sont dépeints comme des moines itinérants recherchant la pureté et des expériences spirituelles pouvant mener à l'illumination. Dans son autre roman, Le Vagabond solitaire, le personnage principal y entreprend, entre autres, une retraite solitaire de plusieurs mois en tant que guetteur de feux pour l'Office canadien des forêts (inspiré par la propre expérience de Kerouac dans un emploi semblable dans l'État de Washington), à la façon d'un ermite cherchant la purification. Ses romans permettent ainsi, selon les mots de Kerouac lui-même, de parcourir la « carte de la création ».
Les allusions et réflexions mystiques et théologiques sont très présentes dans l'œuvre de Kerouac, de manière syncrétiste cependant. Bien que catholique, Kerouac parle de métempsycose, de koans zen, des cultes des Indiens d'Amérique, et d'animisme dans Big Sur notamment. Se définissant comme un « strange solitary crazy Catholic mystic », il compare son roman Sur la route à l'une des plus grandes œuvres de la quête spirituelle chrétienne, Pilgrim's Progress de John Bunyan (1678). Kerouac fait de Sur la route un récit initiatique qui s'ancre dans le mythe américain des grands espaces et de l'American way of life, avec une véritable volonté pour lui d'en décrire les rouages et la sociologie.

## Influence et hommage

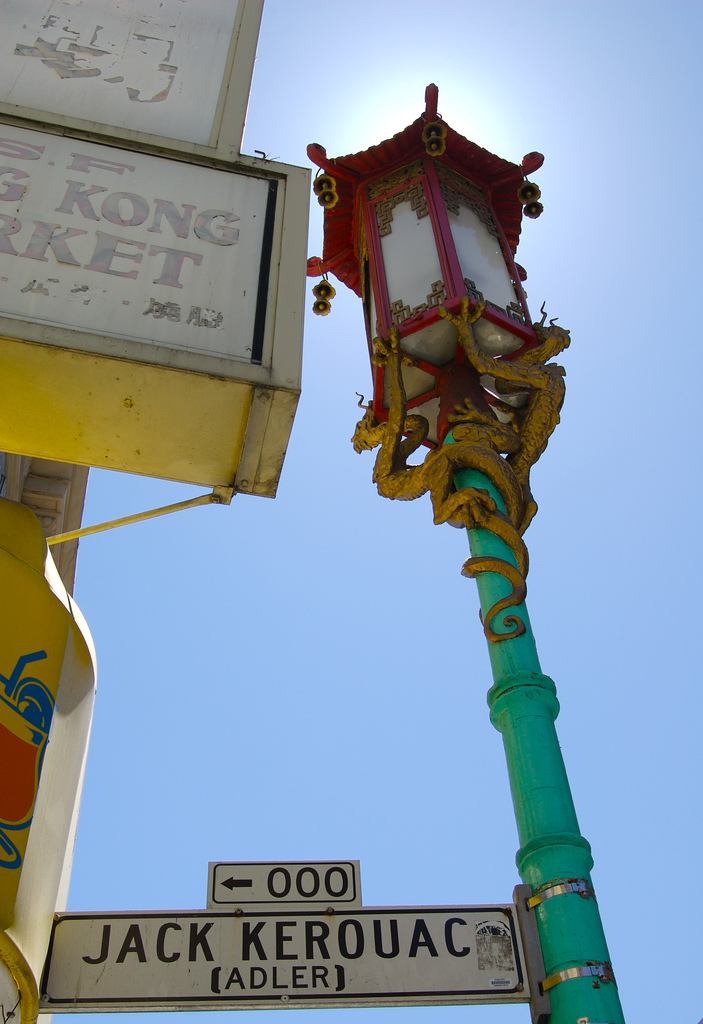
Panneau annonçant l'entrée dans la Jack Kerouac Alley, à San Francisco.

### Musique et radio
Le thème du voyage et le roman Sur la route ont influencé nombre d'auteurs et compositeurs comme Bob Dylan (On the Road Again en 1965, album Bringing It All Back Home), Canned Heat (On the Road Again en 1968, album Boogie with Canned Heat), Mike Scott / The Waterboys (Long Strange Golden Road, en 2015, album Modern Blues), Francis Cabrel (Les chemins de traverse, en 1979, album éponyme), Ray Charles (Hit the Road Jack), Bernard Lavilliers (On the Road Again, en 1989, album du même nom), Gérald de Palmas (Sur la route, 1990, album La Dernière Année), le groupe Téléphone (Sur la route, 1976) ou encore Raphaël (Sur la route, 2003, album La Réalité). Bob Dylan est devenu fan de Kerouac dès 1959, à la lecture de Mexico City Blues, comme d'autres chanteurs tels : Jerry Garcia (fondateur de Grateful Dead), Tom Waits, Jim Jarmusch, Dennis Hopper, Thomas McGuane, Roy Harper, Ben Gibbard, Blake Schwarzenbach, Jim Morrison, Richard Hell, mais aussi Bruce Springsteen, Janis Joplin ou encore Kurt Cobain,.
Le titre du roman de Kerouac Satori à Paris a été récemment repris comme nom par un groupe de hip-hop. De même, le personnage principal de Sur la route, Dean Moriarty, a inspiré un groupe de country blues international qui en a fait son nom. Michel Corringe a titré son album et écrit en 1975 une chanson en l'hommage de l'écrivain, Kerouac Jack qu'il nomme le « papa des beatniks ». Jack Kerouac a par ailleurs donné son nom à la seconde scène du festival des Vieilles Charrues, se tenant chaque année à Carhaix-Plouguer dans le Finistère. Rendant hommage à son œuvre, en langue française, on peut citer également et de manière non exhaustive : Valérie Lagrange avec la chanson Kerouac, le Québécois Sylvain Lelièvre avec Kerouac.
France Culture a réalisé un feuilleton radiophonique de 20 épisodes de Sur la route, dans le cadre de l'émission Feuilleton, diffusé du lundi 25 avril au 20 mai 2005. Christine Bernard-Sugy a dirigé l'atelier de création alors qu'une nouvelle traduction a été réalisée par Catherine de Saint Phalle.

### Littérature
Les écrits et le style de Kerouac ont profondément influencé la littérature américaine et mondiale. L'écrivain et reporter Hunter S. Thompson, créateur du « journalisme gonzo » et Barry Gifford, le premier biographe de Kerouac, auteur de Sailor et Lula sont ainsi des admirateurs de son œuvre. Thomas Pynchon, Tom Robbins (qui a écrit une pièce de théâtre intitulée Beat Angel évoquant la vie de Kerouac), Richard Brautigan, Ken Kesey, Tom Wolfe, le japonais Haruki Murakami sont également dans la continuité de son style littéraire. Pour l'écrivain Pradip Choudhuri, les auteurs Carl Weissner et Ango Laina en Allemagne, Gerard Belart en Hollande, Claude Pélieu, José Galdo et Sylvie Guibert en France, sur Pier Vittorio Tondelli en Italie, doivent beaucoup aux thèmes de la Beat generation dépeints par Kerouac,.
Romain Gary fut également un lecteur et admirateur de Kerouac.

### Cinéma
Kerouac est une icône du monde cinématographique. Il a ainsi inspiré le style de Marlon Brando dans le film The Wild One en 1953 et James Dean dans The Rebel without a Cause en 1955, figurant des héros de la route, éprouvés par la vie et en lutte contre la société conformiste. Heart Beat, un film de John Byrum, sorti en 1980, évoque la vie de Jack Kerouac, avec Nick Nolte dans le rôle de Neal Cassady et John Heard dans le rôle de l'écrivain voyageur. Le scénario est écrit par Carolyn Cassady. De nombreux films mettent en scène le personnage de Jack Kerouac : Lives and Deaths of the Poets (2011) joué par Benjamin Kingsland, Howl (2010, Todd Rotondi), Neal Cassady (2007, Glenn Fitzgerald), Luz del mundo (2007, Will Estes), Beat Angel (2004, Doug Phillips), Book of Blues (adaptation du roman du même nom, 2001, Jack Graham), Beat (2000, Daniel Martínez), The Source: The Story of the Beats and the Beat Generation (téléfilm de 1999, Johnny Depp), The Fifties (téléfilm de 1997, Fisher Stevens), On the Road (téléfilm de 1992, Tom Kurlander) et Kerouac, the Movie (1985, Jack Coulter). Kerouac est aussi au centre de l'épisode no 40 intitulé Rebel Without a Clue (1990) de la série Code Quantum.
Le genre cinématographique du road movie moderne est directement né du roman Sur la route. D'après l'universitaire français spécialiste du road movie Stéphane Benaïm, le « cinéma de l'errance » américain, représenté en France par Agnès Varda, avec Sans toit ni loi, Raymond Depardon avec Une Femme en Afrique, ou encore Patrice Leconte avec Tandem, doit beaucoup à l'écriture beat de Kerouac et à ses thèmes de voyage. Kerouac a lui-même écrit un road movie pour le cinéma, réalisé par Robert Frank, qui a lui-même contribué au mouvement beat, pratiquant la traversée des États-Unis en compagnie de Jack Kerouac, intitulé Pull My Daisy, en 1959 (Rectification : Pull My Daisy n'a rien à voir avec les road movies.) Le film Into the Wild, de Sean Penn (2007), qui narre l'aventure solitaire de Christopher McCandless dans sa volonté de se détacher de la société de consommation peut également être lu comme une œuvre beat proche de Sur la route.
En 2012, Walter Salles réalise une adaptation de Sur la route avec Garrett Hedlund (Dean Moriarty), Sam Riley (Sal Paradise) et Kristen Stewart (Marylou).

### Hommages
Une rue porte son nom à San Francisco (la Jack Kerouac Alley), et le bar le Vesuvio, réputé comme fréquenté par Jack Kerouac, est toujours en activité.
Un imposant parc thématique lui a été dédié au centre de la ville de Lowell dans le Massachusetts. On y retrouve des stèles de granit où sont gravés des extraits de ses romans.
Le Festival des Vieilles Charrues à Carhaix-Plouguer en Bretagne érige, chaque année en juillet, une scène qui porte son nom sur le site de Kerampuilh où se déroule l'événement.
Un monument à son nom a été érigé en 2000 au lieu-dit de « Kervoac » à Lanmeur, Bretagne. À noter qu'à Lanmeur, « Kervoac » se prononce « Kerouac », comme le nom de l'écrivain.
En 1974, la Jack Kerouac School of Disembodied Poetics est fondée en son honneur par Allen Ginsberg et Anne Waldman à l'université de Naropa, une institution bouddhiste privée à Boulder, dans le Colorado.
En 2007, Kerouac reçoit de manière posthume un [Quoi ?] honoris causa de l'université de Lowell dans le Massachusetts.
A la sortie de son album « Au raz des pâquerettes » en 2009, Alain Souchon lui rend hommage dans la chanson « C’était menti ».
En 2010, la première édition d'un festival consacré à Jack Kerouac s'est déroulée le 27 mars en Bretagne à Lanmeur, commune d'origine de la famille Kerouac.
En 2010 également, la chanteuse néo-zélandaise Brooke Fraser sort son titre Jack Kerouac, sur son album Flags, en son hommage.
En 2015, un cratère de la planète Mercure est nommé Kerouac en son honneur.
En 2021, Kim Jones fait référence à l'auteur, lors du défilé Dior Homme Automne 2022 à Londres. Le podium de 80 m est constitué d'un fac-similé qui reprend les paragraphes de l'ouvrage On the road.
Marquant le centième anniversaire de sa naissance, On the road est traduit en tibétain par Gedun Rabsal et en breton sous le titre War an hent par Kristian Braz.
Depuis le 23 mai 2022, l'astéroïde (442721) Kerouac porte son nom.

## Publications

### Romans
- Avant la route (The Town and the City) publié en 1950 (écrit de 1946 à 1948), La Table Ronde, 1998  (ISBN 978-2-710-30765-5), réédition, La Table Ronde, 2022.
- Sur la route (On the Road), publié en 1957 (écrit de 1948 à 1956), Gallimard, Folio, 1976  (ISBN 978-2-070-36766-5).
- autre édition: Sur la route : Le rouleau original, Gallimard, 2010 (texte original non censuré et non retravaillé, édition établie par Howard Cunnell).
- Les Souterrains (The Subterraneans), publié en 1958 (écrit en octobre 1953), Gallimard, Folio, 1985  (ISBN 978-2-070-37690-2).
- Les Clochards célestes (The Dharma Bums), publié en 1958 (écrit en novembre 1957), Gallimard, Folio, 1974  (ISBN 978-2-070-36565-4).
- Docteur Sax (Doctor Sax), publié en 1959 (écrit en juillet 1952), Gallimard, Folio, 1994  (ISBN 978-2-070-38876-9).
- Maggie Cassidy (Maggie Cassidy), publié en 1959 (écrit en 1953), Gallimard, Folio, 1986  (ISBN 978-2-020-09302-6).
- Tristessa (Tristessa), publié en 1960 (écrit de 1955 à 1956), Gallimard, Folio, 1982  (ISBN 978-2-070-45179-1).
- Visions de Cody (Visions of Cody), publié en 1960 (écrit de 1951 à 1952), Christian Bourgois, 1993  (ISBN 978-2-267-01173-9).
- Le Vagabond solitaire (Lonesome Traveller), recueil de nouvelles, Gallimard  (ISBN 978-2-070-23607-7).
- Big Sur (Big Sur), publié en 1962 (écrit en octobre 1961), Gallimard, Folio, 1979  (ISBN 978-2-070-37094-8).
- Visions de Gérard (Visions of Gerard), publié en 1963 (écrit en janvier 1956), Gallimard, Monde entier, 1972  (ISBN 978-2-070-28144-2).
- Anges de la Désolation (Desolation Angels), publié en 1965 (écrit de 1956 à 1961), traduction Pierre Guglielmina, Denoël, Romans Traduits, 1998, Cynthia Liebow (dir.)  (ISBN 978-2-207-24532-3) (Première traduction en français : Les Anges vagabonds, traduit par Jean Autret, Éditions Gallimard, Folio (Gallimard), 1973  (ISBN 978-2-070-36457-2)), réédition, Éditions Denoël, 2022
- Satori à Paris (Satori in Paris), publié en 1966 (écrit en 1965), Gallimard, Folio, 1993  (ISBN 978-2-070-38599-7), réédition, Folio bilingual édition, français anglais, 2022.
- Vanité de Duluoz (Vanity of Duluoz), publié en 1968 (écrit en 1968), 10/18, 1995  (ISBN 978-2-264-02206-6).
- Pic (Pic), publié en 1971 (écrit de 1951 à 1969), La Table Ronde, Miroir de la Terre, 1988  (ISBN 978-2-710-30347-3).
- Vieil Ange de Minuit (Old Angel Midnight), Gallimard, Infini  (ISBN 207-0-74764-6).
- Orphée à jour (Orpheus Emerged), nouvelle précédée d'une sélection de récits écrits entre 1936 et 1943 et rassemblés sous le titre Atop an Underwood. L'ensemble, traduit par Pierre Guglielmina, est publié sous le titre Underwood Memories, Denoël, 2006  (ISBN 2-207-25680-4)
- Et les hippopotames ont bouilli vifs dans leurs piscines (And the Hippos Were Boiled in Their Tanks), écrit en 1944, traduit par Pierre Guglielmina, Gallimard, 2012  (ISBN 978-2-07-012455-8).
- Sur le chemin, écrit en décembre 1952 en français Canuck, 110 pages, inclus dans le recueil La vie est d'hommage, textes inédits établis et présentés par Jean-Christophe Cloutier, Éd. Boréal, 2016.
repris en 2016 dans le recueil The Unknown Kerouac (Library of America).
repris en 2023 par les Éditions Gallimard.
- La nuit est ma femme, écrit en février-mars 1951 en français Canuck, 56 pages, inclus dans le recueil La vie est d'hommage, textes inédits établis et présentés par Jean-Christophe Cloutier, Éd. Boréal, 2016.
repris en 2016 dans le recueil The Unknown Kerouac (Library of America).
- L'océan est mon frère, version originale : The sea is my brother 2011, repris par les Éditions Gallimard, 2022

### Essais, poèmes et correspondances
- Beat Generation, écrit en collaboration avec William Burroughs, Allen Ginsberg et Brion Gysin, Flammarion, Mille et une pages, 2001  (ISBN 978-2080687821).
- Réveille-toi. La vie du Bouddha (Wake Up. A life of the Buddha), présente une biographie de Siddhartha Gautama, écrite de 1954 à 1955, d'abord publiée dans la revue bouddhiste Tricycle, puis par Viking Books, 2008, traduit par Claude et Jean Demanuelli, Paris, 2013, Gallimard, Du monde entier, 224 p.  (ISBN 978-2-07-012486-2).
- Dharma (Dharma), traduction de Pierre Guglielmina, recueil de notes accumulées entre 1953 et 1956, se présentant comme un fac-similé de tapuscrit, avec une mise en page originale, Fayard, 1999  (ISBN 978-2213606125).
- Autre édition : traduction de Pierre Guglielmina, Paris, Fayard, 2000, 419 p.  (ISBN 2-213-60612-9).
- Mexico City Blues (Mexico City Blues) publié en 1959, écrit durant l’été 1955 en trois semaines à Mexico, en compagnie de William Burroughs, Points, Poésie, 2006  (ISBN 978-2757800287), Poésie Gallimard, 2022.
- Le Livre des rêves (Book of Dream), écrit entre 1952 et 1960, à partir de notes prises au réveil, publié en 1960, Flammarion, 1977, L'Imaginaire Gallimard, 2022.
- L’Écrit de l'Éternité d'or (The Scripture of the Golden Eternity) considéré comme un texte religieux par Jack, écrit en mai 1956 sur les conseils de Gary Snyder qui lui suggéra d’écrire une sutra, publié en 1960, Éditions de La Différence, Coll. Minos, 2003  (ISBN 978-2729114749).
- Poèmes (Scattered Poems), publié en 1971, Seghers, Poésie d'abord, 2002  (ISBN 978-2-232-12212-5).
- Le Livre des haïkus (The Book of the haikus), La Table Ronde, Divers, 2006  (ISBN 978-2710327523), réédition La Table Ronde, 2022.
- Trip Trap. Haïku on the road, publié en 1963, écrit avec Albert Saijo et Lew Welch), Grey Fox Press, 2001  (ISBN 978-0-912-51604-2).
- Heaven and Other Poems, publié en 1977, Grey Fox Press, 2001  (ISBN 978-0912516318).
- San Francisco Blues, Penguin USA, 1995  (ISBN 978-0-146-00118-5).
- Poems Of All Sizes, City Lights Books, Pocket Poets, 1992  (ISBN 978-0872862692).
- Book of Blues, Denoël, 2000  (ISBN 978-0140587005), recueil de 8 longs poèmes ou « chorus ».
- Arthur Rimbaud, City Lights Books, 1970  (ISBN 978-0-872-86028-5).
- Livre d'esquisses (Book of Sketches), écrit en 1952-1954, traduit par Lucien SuelParis, 2010, La Table Ronde, 384 p.  (ISBN 978-2-710-33117-9), réédition, La Table Ronde, 2022.
- Book of blues, traduction Pierre Guglielmina, Paris, Denoël, 2000, 283 p.  (ISBN 2-207-25035-0).
- Vraie blonde, et autres (Good Blonde and Others), écrit avec William Burroughs, traduit par Pierre Guglielmina, Paris, Gallimard, Du monde entier, 1988  (ISBN 2-070-74742-5).
- Lettres choisies. 1940-1956 (Selected letters. 1940-1956), traduction Pierre Guglielmina Paris, Gallimard, 2000, 563 p.  (ISBN 2-070-74643-7).
- Lettres choisies. 1957-1969 (Selected letters. 1957-1969), traduction Pierre Guglielmina, Paris, Gallimard, 2007, 551 p.  (ISBN 978-2-070-76663-5).
- Journaux de bord. 1947-1954 (Windblown World: The Journals of Jack Kerouac 1947-1954), édités et présentés par Douglas Brinkley (en), traduction Pierre Guglielmina, Paris, Gallimard, 2015, 571 p.  (ISBN 978-2-07-077668-9).
- La vie est d'hommage, recueil de textes en français présentés et établis par Jean-Christophe Cloutier, publié en 2016, Éd. Boréal  (ISBN 978-2-7646-2431-9).
- Poèmes dispersés, première édition américaine de 1971 sous le titre : Scattered Poems. Nouvelle édition Éditions Seghers, Bilingual edition, 2022